# Chiesa di San Francesco e Sant'Antonio
La chiesa di San Francesco e Sant'Antonio è situata nella città di Cava de' Tirreni, all'ingresso del quattrocentesco Borgo Scacciaventi, in un'ampia piazza prospiciente la statale 18 che da Napoli conduce a Salerno.
La chiesa, risalente al 1500, è stata ricostruita, su tre livelli, dopo che il terremoto dell'Irpinia del 23 novembre 1980 l'aveva in gran parte rasa al suolo. Adiacente alla chiesa è il convento dei frati minori, che ospita una prestigiosa biblioteca, il presepe monumentale, il centro di accoglienza Casa del pellegrino e la Mensa dei poveri.

## Storia
Alla fine del XV secolo la vita commerciale e religiosa di Cava de' Tirreni era concentrata lungo i portici del Borgo Scacciaventi; nel 1450 il Municipio decise di costruirvi una nuova chiesa con annesso convento, da affidare ai frati francescani, donando «alla Provincia di principato dei Minori Osservanti quattro moggia di terra...nel luogo detto Scassa-ventri».
La costruzione ebbe inizio nel 1492, ma solo il 24 febbraio 1501 fu «pigliata la possessione de lo decto Santo loco per frate Damiano de Licia, vicario prov.le, con circa frati sessanta».
La municipalità continuò a sostenere tutte le necessità economiche della comunità francescana, in segno di gratitudine per l'assistenza e l'apostolato religioso svolto dai frati, considerando quindi la chiesa di San Francesco come la "Chiesa della Municipalità".
Per poter meglio servire ai bisogni anche materiali del popolo, il 25 agosto 1580 i frati fondarono la Confraternita dell'Immacolata Concezione di Maria, che si è prodigata in opere caritative fino ai giorni nostri: infatti, sospesa solo nel 1943, si è poi ricostituita nel novembre 2001 con il nome di "Arciconfraternita della SS. Concezione e di San Francesco e Sant'Antonio".

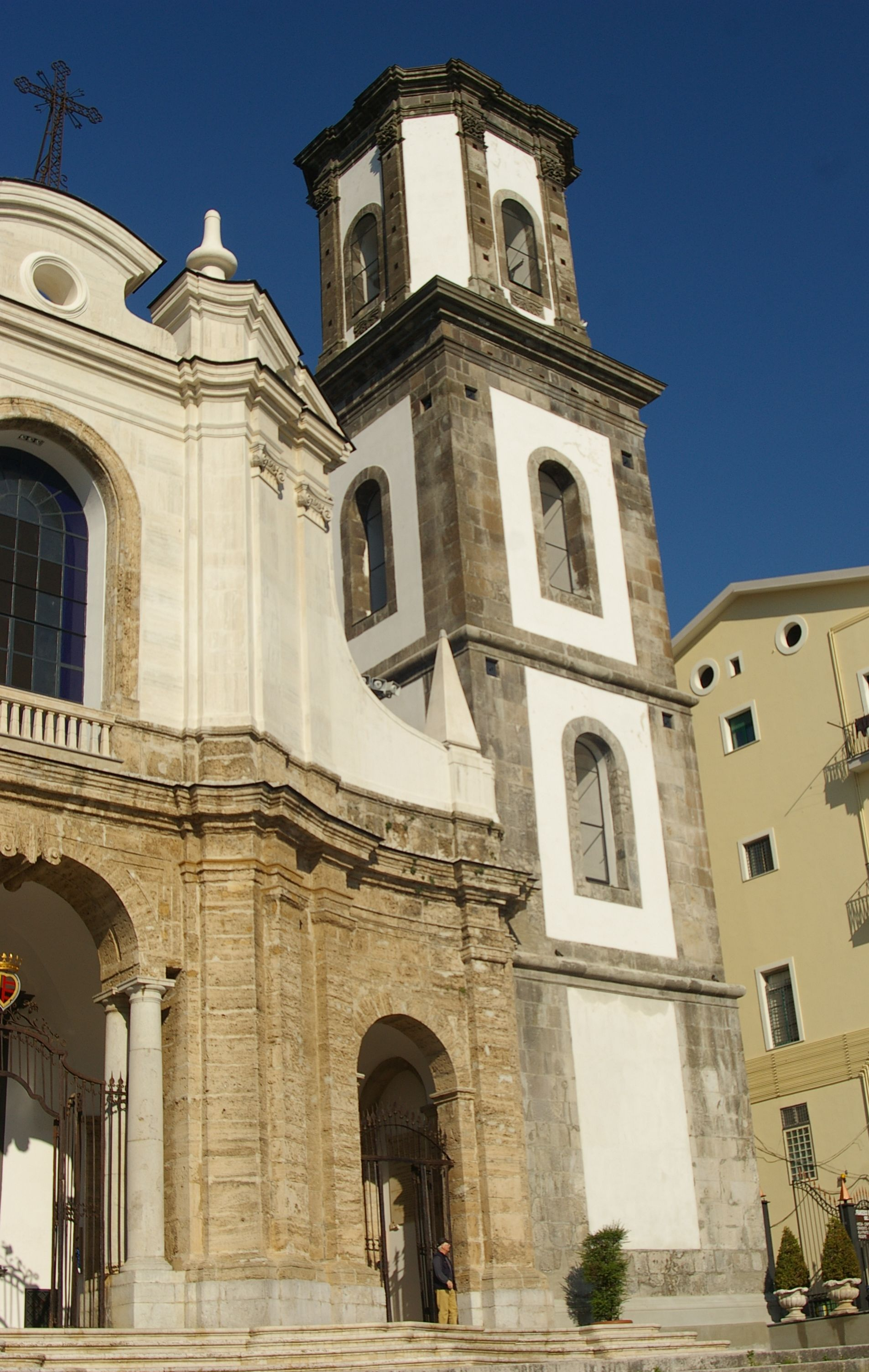
La torre campanaria

La chiesa, nel corso degli anni, fu ingrandita ed arricchita al suo interno da numerose opere d'arte; sulla destra della facciata fu eretta anche un'imponente torre campanaria con orologio. Il complesso raggiunse il suo massimo splendore nel 1600; la storia dei secoli seguenti fu però in gran parte segnata da eventi distruttivi.
Il 5 giugno 1688 avvenne il primo terremoto, che danneggiò il soffitto sull'altare maggiore: restarono intatte le statue dell'Immacolata Concezione, di San Francesco e di Sant'Antonio, tuttora esistenti. Il sisma del 1694 causò invece il parziale crollo del campanile; riportata al suo splendore, la chiesa subì altri danni minori da altre scosse, negli anni 1732, 1805 e 1857; restaurata, sempre grazie al sostegno della città, fu riaperta solennemente il 21 agosto 1864.
L'11 settembre 1943 fu la guerra a provocare gravi danni: alcuni colpi di obice, partiti dalle navi anglo-americane impegnate nello sbarco delle truppe alleate a Salerno, raggiunsero l'edificio. In pochi attimi andò perduto il lungo lavoro di costruzioni e restauri dei secoli precedenti: crollarono parte del campanile e della facciata, e l'intero soffitto a cassettoni in legno e oro. Andarono distrutti anche l'organo e le pareti della navata centrale, con decine di pregevoli affreschi, tele e quadri di maestri del Seicento e del Settecento.
Ancora una volta si diede inizio all'opera di ricostruzione, terminata solo negli anni sessanta. Tuttavia, l'ultima scossa del 1980 provocò la distruzione quasi totale dell'intero edificio; si salvò dalla macerie solo ciò che era nell'abside e nel presbiterio: i dipinti e alcune statue, che furono recuperate in buono stato, oltre al nuovo grande organo Tamburini, con le sue 3064 canne, collocato nella chiesa nel 1960.
Fu solo nel 1996 che ebbe inizio l'ultimo lavoro di riedificazione, durato tredici anni; l'opera, realizzata in varie fasi, si è compiuta grazie al sostegno economico dei fedeli. Numerose sono state le iniziative per la raccolta dei fondi; ed esempio la sottoscrizione "Un mattone per San Francesco".

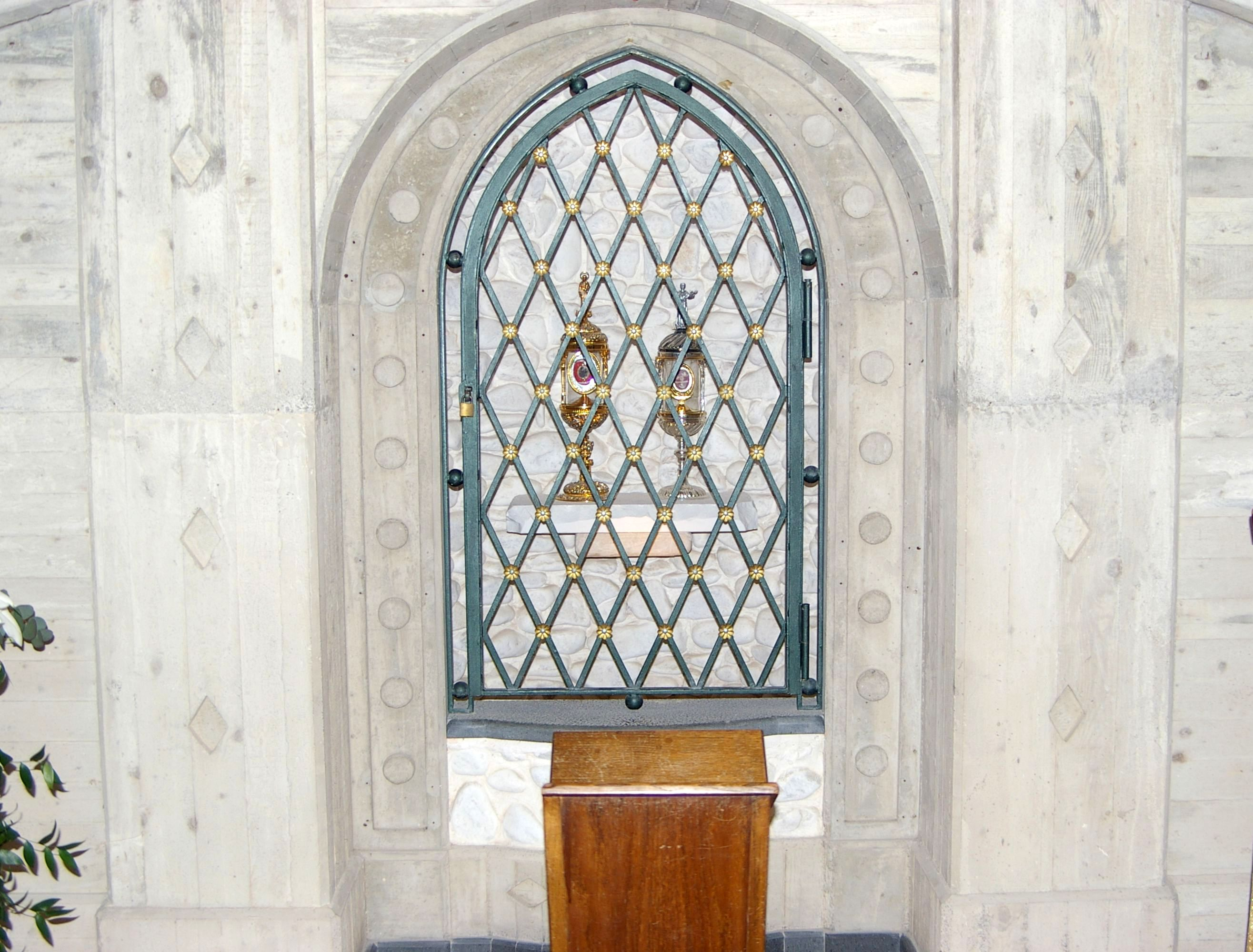
Le reliquie

Il 14 febbraio 1998 viene aperta una prima sezione della "chiesa superiore", con l'abside ed il transetto, che provvisoriamente ospiterà le funzioni religiose. Nel febbraio 1999 si inaugura il campanile; nel frattempo, prosegue il lavoro di creazione delle fondazioni, con i più moderni criteri antisismici. Gli scavi riportano alla luce la cripta, l'antico cimitero dei frati. L'area così ricavata sotto la chiesa viene quindi consacrata, il 7 dicembre 2004, come "Chiesa inferiore della Santissima Concezione"; la cripta custodisce le reliquie di sant'Antonio, nel frattempo giunte da Padova. Nel 2009 termina il restauro della sagrestia e si completa la ricostruzione dell'intera chiesa superiore, con il collegamento interno alla cripta ed alla chiesa inferiore.
Il 14 marzo 2009 l'intero complesso è stato aperto ai fedeli, e la chiesa è stata consacrata il giorno seguente dall'arcivescovo di Amalfi-Cava, monsignor Orazio Soricelli.

## La chiesa
L'edificio si sviluppa oggi su tre livelli: chiesa superiore, cripta e chiesa inferiore.

### Chiesa superiore
Due ampie gradinate, tra le quali è collocata un'antica colonna corinzia di marmo cipollino sormontata da una croce risalente al seicento, conducono dalla piazza all'ingresso principale della chiesa.

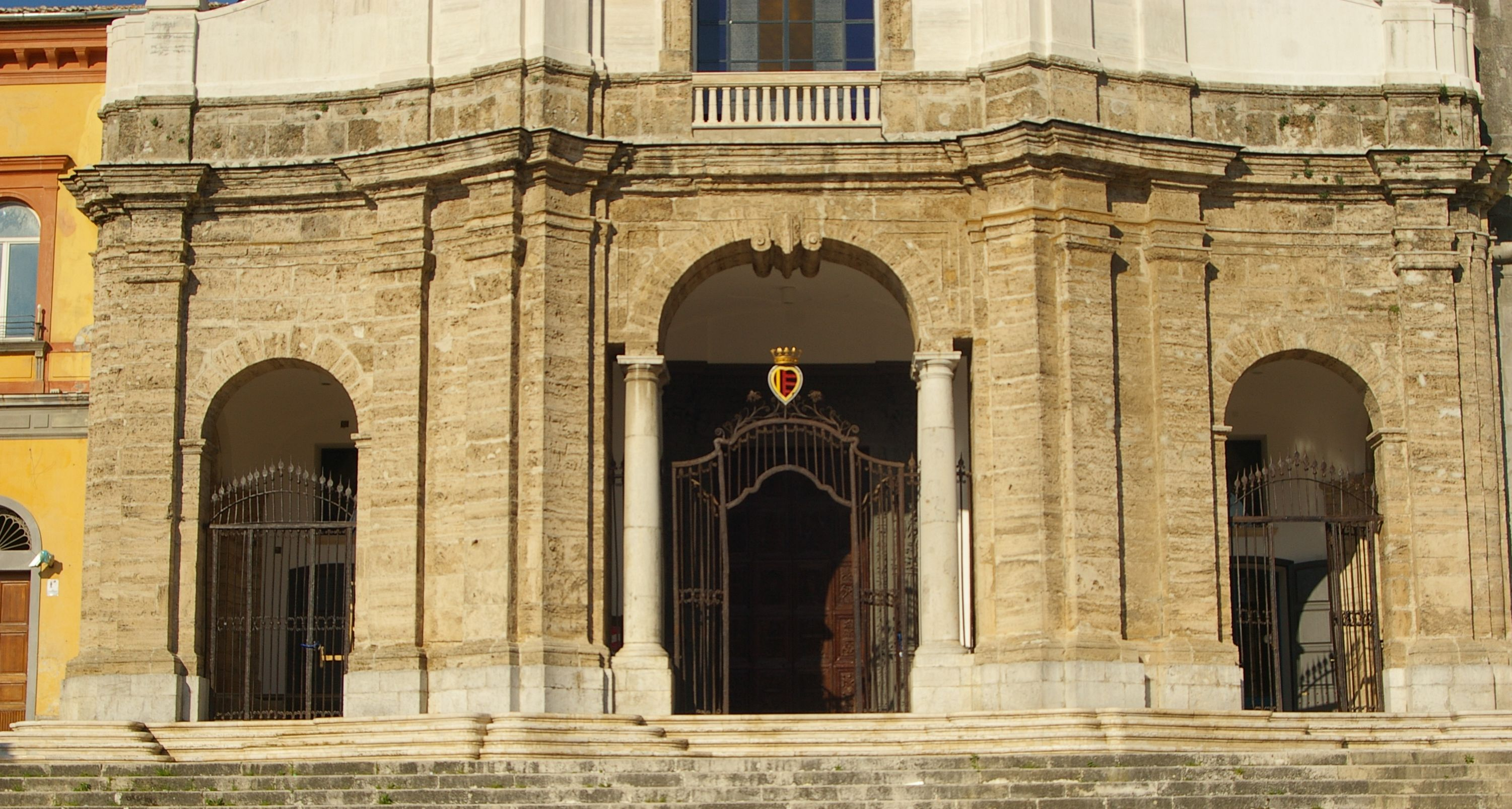
L'ingresso della chiesa

#### Facciata
Rimasta in piedi dopo il terremoto del 1980, la facciata, di ispirazione cinquecentesca, è tra gli elementi di pregio dell'intero complesso.
Il prospetto, in tufo e travertino, si presenta con una linea ondulata, resa leggera da tre ampi archi; quello centrale è sormontato da un alto balcone e sorretto da colonne binate e introduce, attraverso il nartece, al portone principale; sulla parete destra del nartece, è posta la lapide commemorativa dell'inaugurazione del 14 marzo 2009.

##### Torre campanaria
Sulla destra si staglia il campanile, costruito nel 1584 in sei ordini; dopo il crollo, nel 1694, della parte più alta, misura attualmente 35,80 metri. La torre si caratterizza per il particolare contrasto tra il piperno grigio, che delinea i quattro ordini, e l'intonaco bianco. I primi tre piani sono a pianta quadrangolare, con finestre ad arco; al terzo è collocata la campana più grande, fusa nel 1687. L'ultimo ordine è a pianta ottagonale, con i lati delineati dalle lesene in piperno, e ospita le altre campane: una recente fusa dalla fonderia Allanconi nel 2016, una risalente al 1765, l'altra fusa nel 1957 da due più piccole, datate 1537 e 1869.

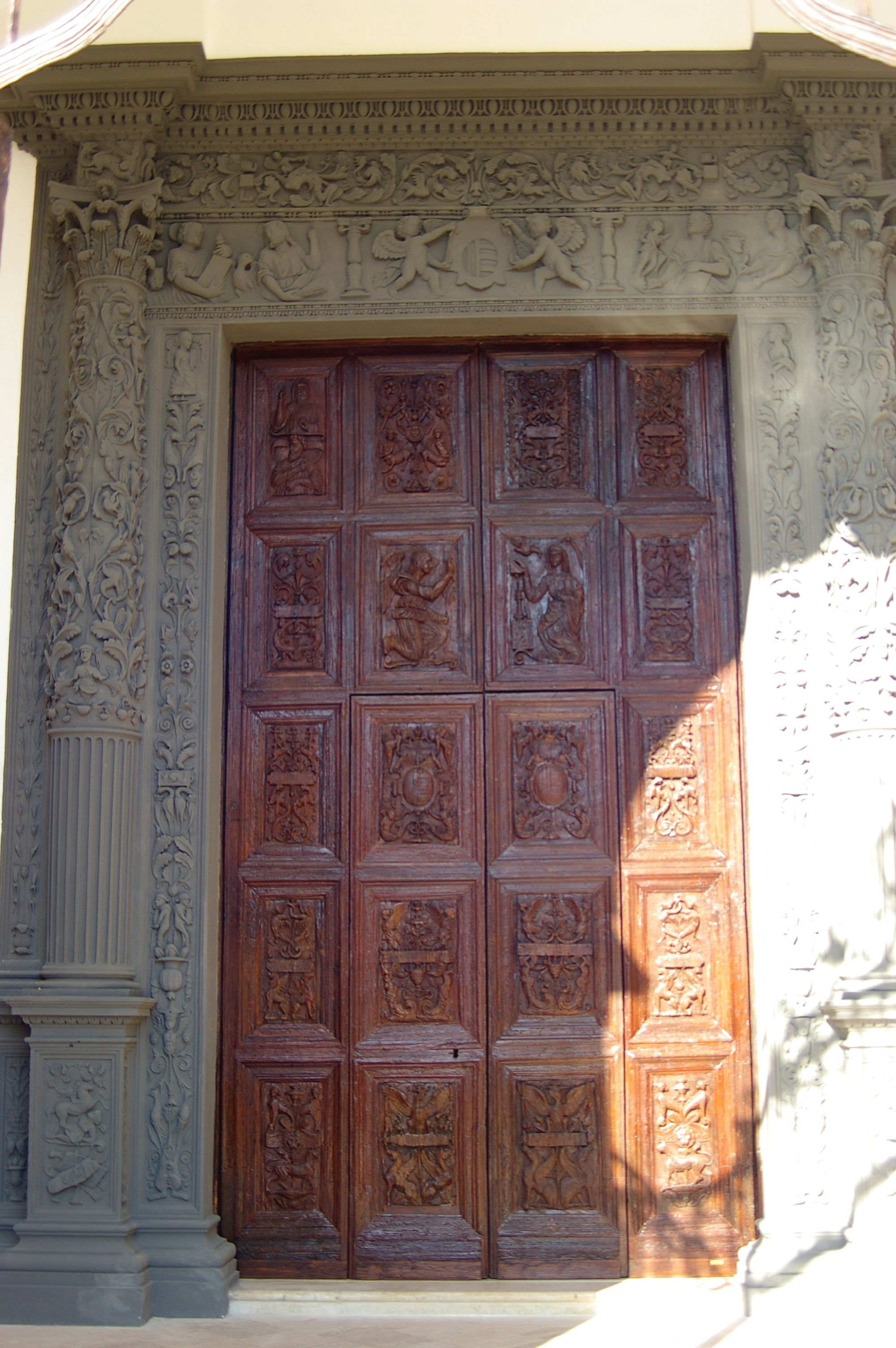
Il portale

#### Portale
L'antico portale centrale, ricco di fregi, presenta dei battenti in legno marrone, oggi accuratamente restaurati, intagliati nel 1528 dai maestri cavesi Giovanni Marino Vitale e Marcantonio Ferrari. I venti pannelli illustrano con bassorilievi alcune scene evangeliche, tra cui l'Annunciazione, con l'arcangelo Gabriele e la Vergine Maria, i santi Pietro e Paolo, e poi figure e animali in stile gotico. I pannelli centrali raffigurano lo stemma della città di Cava, presente anche al centro dell'architrave, affiancato dai simboli dei quattro evangelisti.

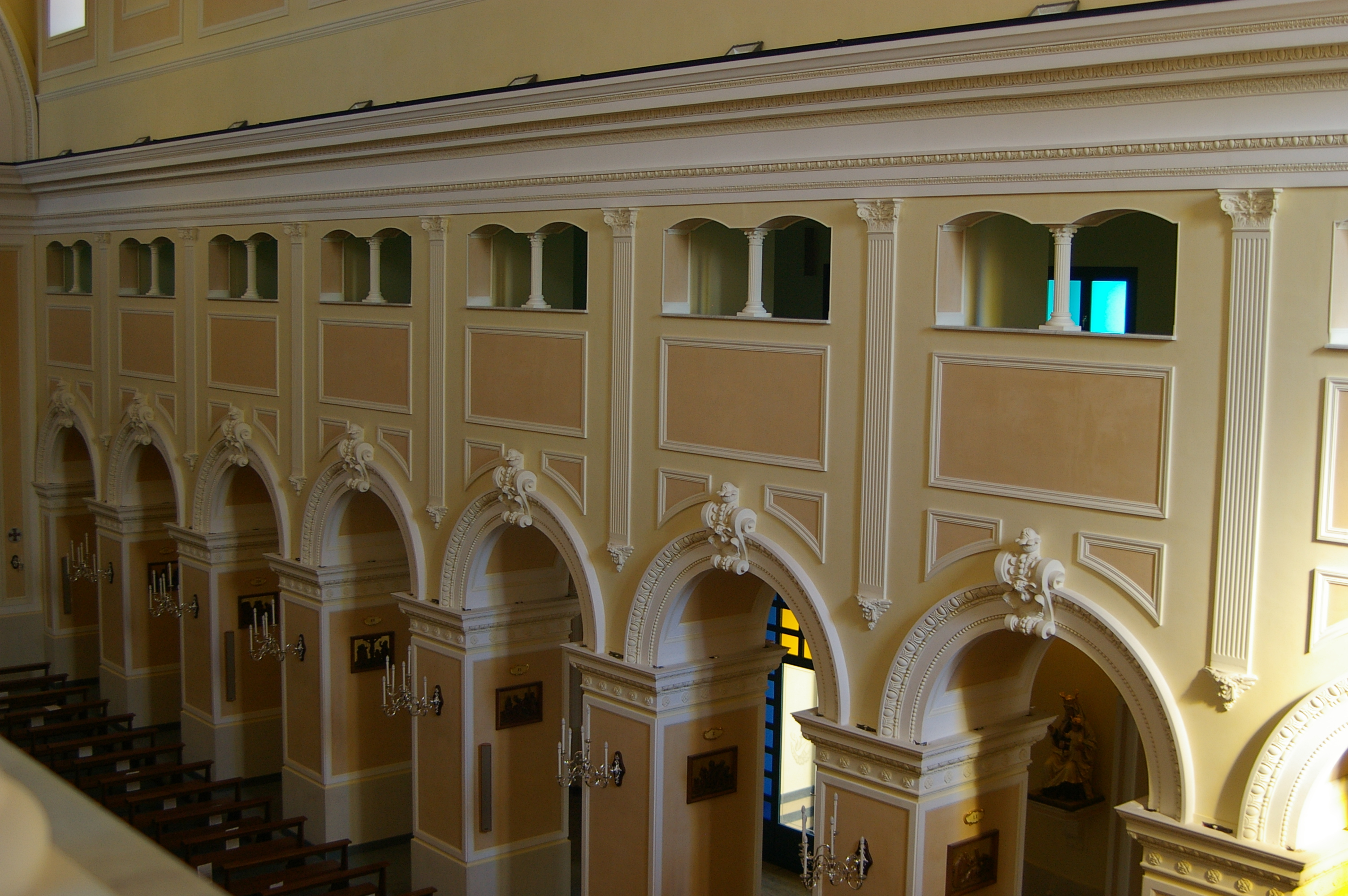
Il matroneo

#### Interno
L'interno si presenta luminoso e ampio, a croce latina: tre navate, lunghe 35 metri, il transetto, largo 37,70 metri e lungo 10,70, e il presbiterio. Tutta la chiesa, dipinta con delicate sfumature in bianco, azzurro e nei vari toni del giallo, è rischiarata dalla luce proveniente dalle grandi finestre policrome; anche i vetri azzurrati dei lucernari creano suggestivi effetti cromatici tra le bifore del matroneo, sulle navate laterali.

##### Navate e transetto
Nel soffitto della navata centrale spicca il grande dipinto ovale della Gloria dell'Immacolata tra gli angeli. Poco più avanti, pende la struttura di ingranaggi e carrucole predisposta per innalzare e far oscillare nella navata, durante le celebrazioni liturgiche più importanti, un incensiere del peso di 70 kg: fuso in rame, cesellato e bagnato in argento, è il più grande del mondo, e può contenere 10 kg di carbone e 3 kg di incenso.

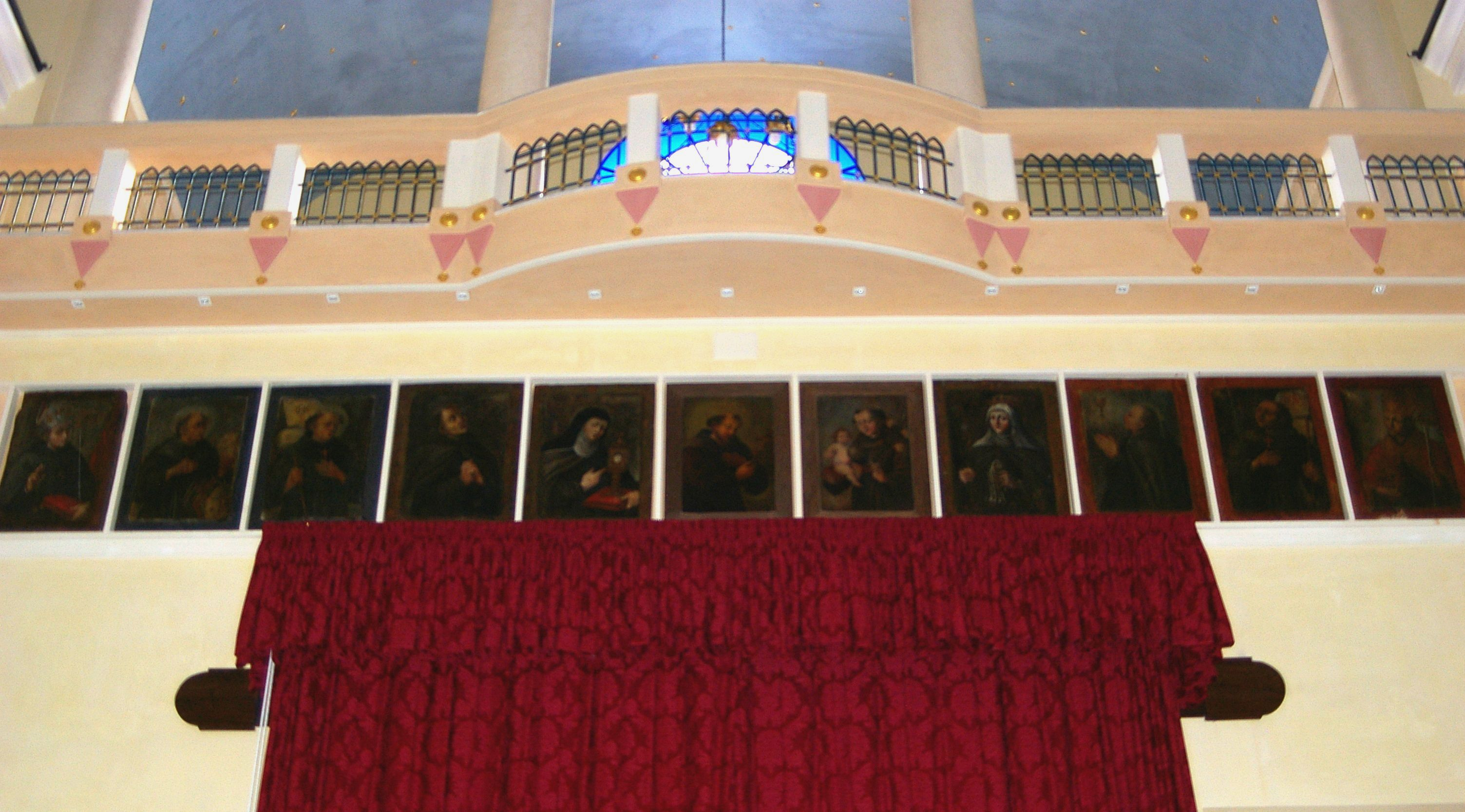
Dipinti su tavola del 1600

Sopra la porta principale, è stato ricostruito fedelmente il "Coro notturno" dell'antica chiesa; al di sotto della balaustra, oggi sono esposti solo undici degli originari tredici dipinti su tavola del Seicento, salvati dalla distruzione del bombardamento del 1943. Raffigurano alcuni santi dell'Ordine francescano: Francesco d'Assisi, Antonio di Padova, Pasquale Baylón, Bonaventura da Bagnoregio, Ludovico di Tolosa, Bernardino da Siena, Giovanni da Capestrano, Elisabetta d'Ungheria, Pietro d'Alcántara, Chiara d'Assisi e Giacomo della Marca.
A sinistra del portone, conservatosi in buono stato, si trova il monumento sepolcrale, con stemma ed epigrafe, al generale Pietro Carola, morto nel 1668. Sulla parete destra, è stata scoperta il 15 marzo 2009 una lapide commemorativa della consacrazione della chiesa.
Le navate laterali sono caratterizzate da numerose cappelle; nei secoli passati ad esse erano legate, per ius patronatus, diverse famiglie cavesi, le quali si curavano anche della loro ricostruzione dopo ogni evento distruttivo. Oggi quest'antica tradizione è stata seguita, non esistendo più il diritto patronale, affidando le cappelle alla cura di alcune famiglie ed associazioni che hanno dato sostegno all'opera di riedificazione della chiesa.

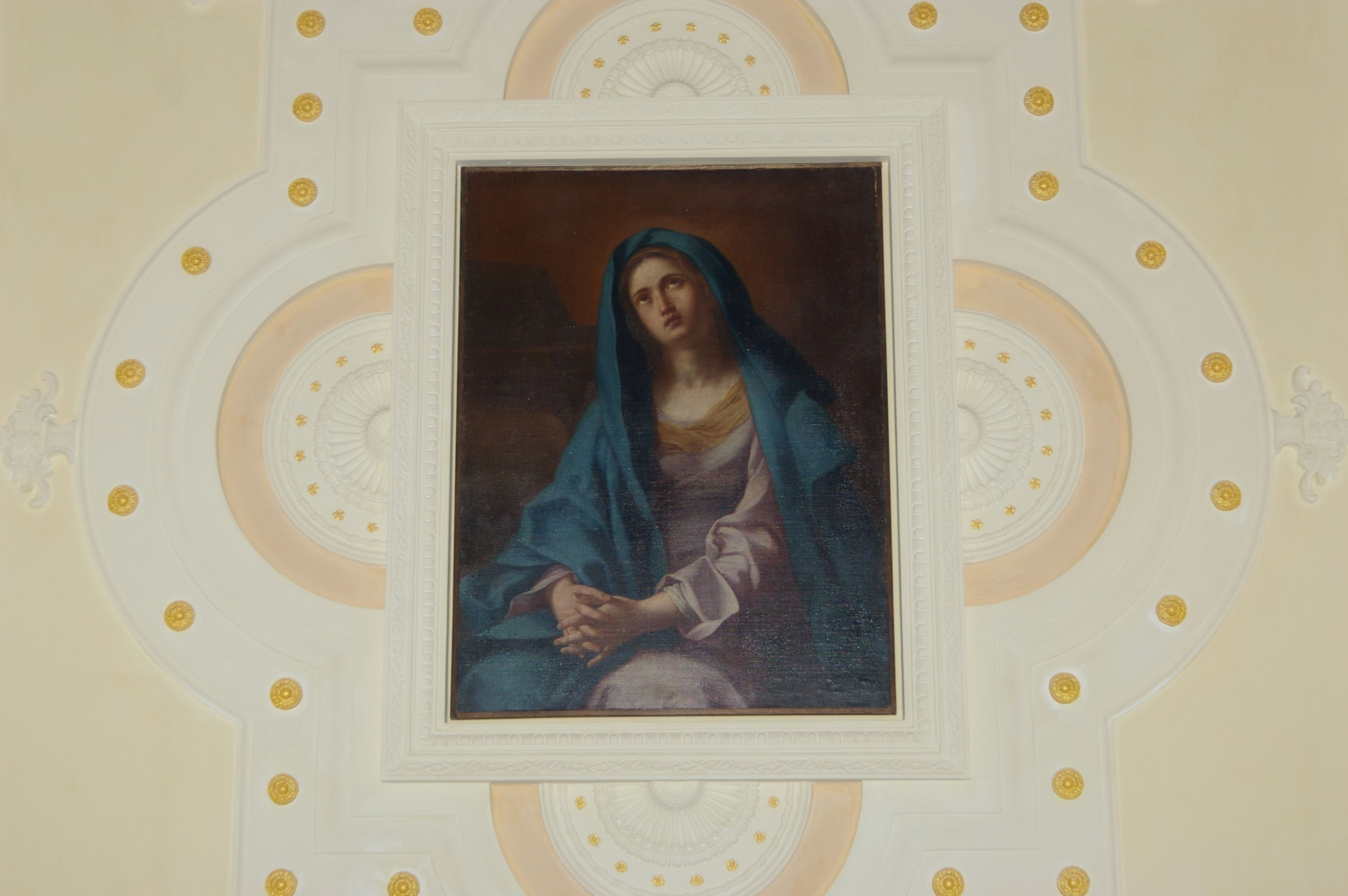
L'Addolorata - Dipinto su tela del 1700

In ciascuna delle cappelle c'è una statua lignea, o un dipinto, raffigurante il santo a cui è intitolata; procedendo dal fondo verso il transetto, si susseguono:
navata sinistra:
- Cappella della Divina Misericordia
- Cappella di San Raffaele Arcangelo
- Cappella di San Ludovico di Francia

- Cappella di Sant' Antonio abate

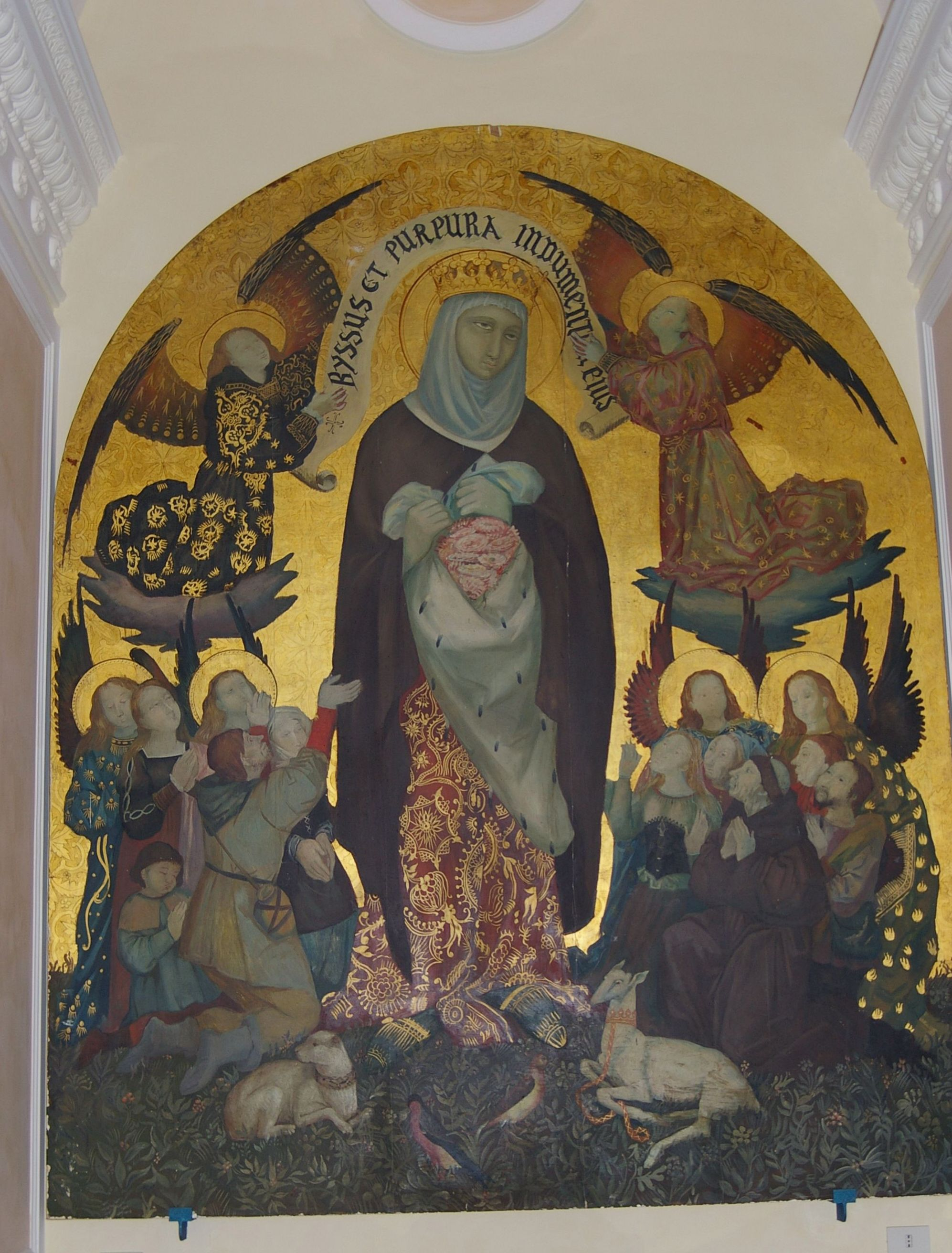
Santa Elisabetta d'Ungheria - Dipinto secolo XX

- Cappella del Crocifisso di San Damiano
- Cappella di Santa Lucia e Sant' Agnello abate
- Cappella della Vergine Addolorata
- Cappella di Santa Chiara
- Cappella di Santo Stefano e San Lorenzo martiri

navata destra:
- Cappella dei Santi Protomartiri francescani
- Cappella di Sant'Anna
- Cappella di Santa Elisabetta d'Ungheria
- Cappella della Vergine del Carmelo
- Cappella di Santa Rita
- Cappella di San Diego
- Cappella di San Giuseppe
- Cappella dei Santi Cosma e Damiano

Anche ai lati del vasto transetto si aprono quattro grandi cappelle:
sul lato sinistro:

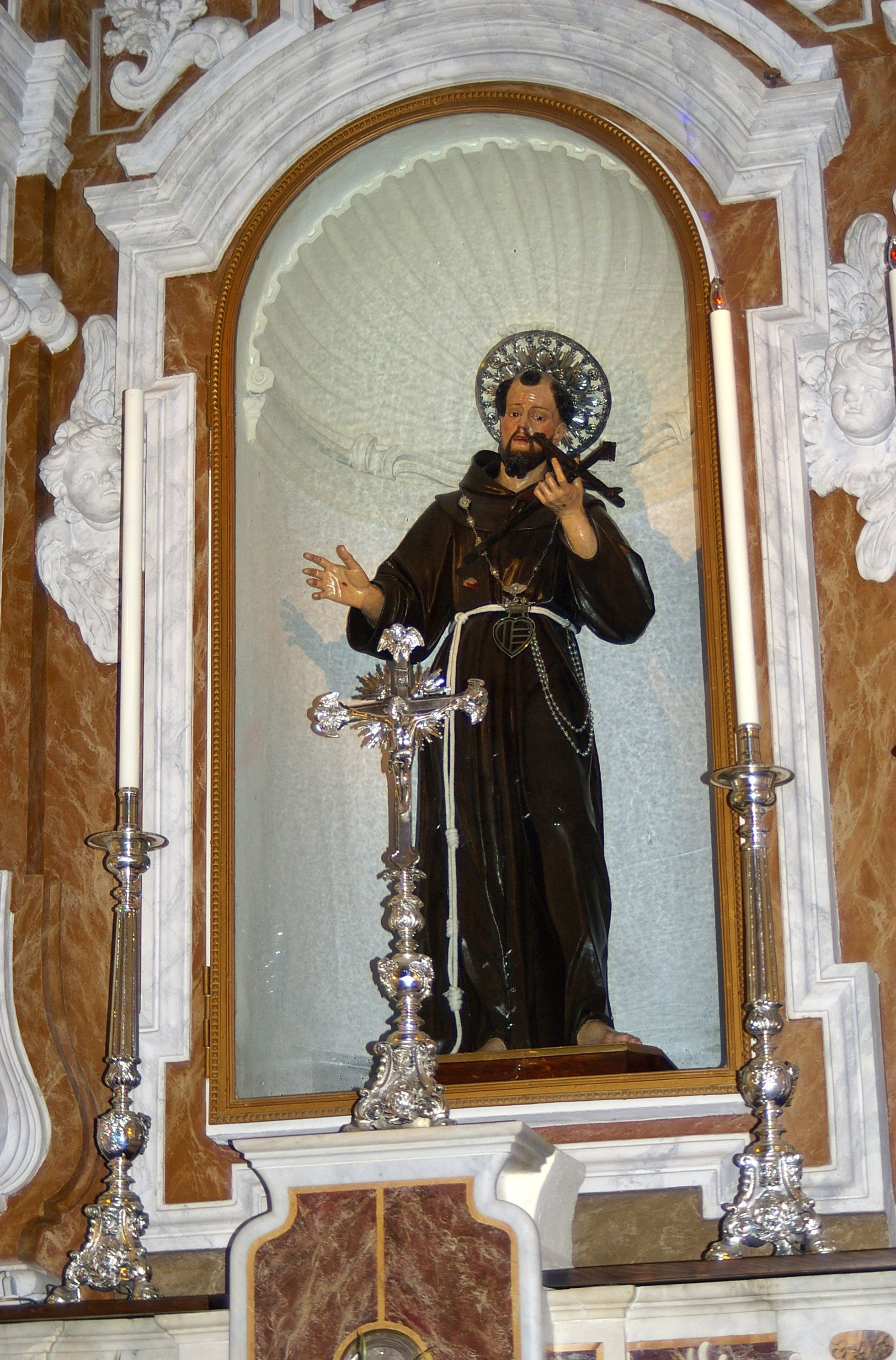
San Francesco

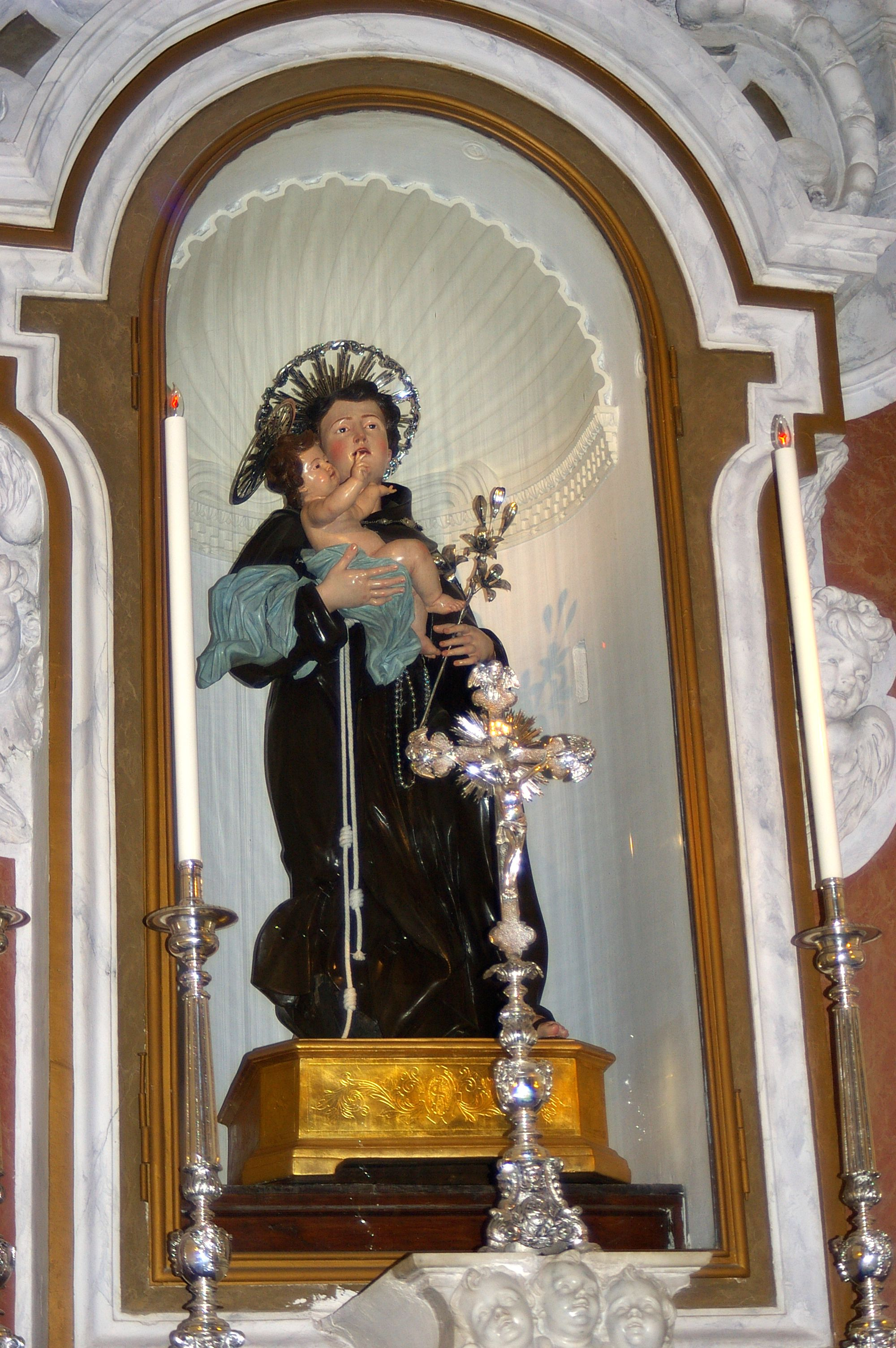
Sant'Antonio

- Cappella di San Francesco e Cappella di Sant'Antonio: a pianta quadrata, con le volte a vela affrescate, rimaste pressoché intatte dopo il terremoto del 1980, e piccoli altari in marmo intarsiato del Seicento. Nelle due cappelle sono esposte le statue lignee dei due santi, realizzate nel 1596 da G. Antonio Martino Carrozza di Napoli, e da allora sempre scampate ad ogni calamità.

sul lato destro:
- Cappella del Sacro Cuore, con un altare caratterizzato da quattro alte colonne corinzie.
- Cappella della Porziuncola, con due dipinti su tavola: il più grande, opera del 1586 di Francesco Curia, rappresenta l'istituzione del Cordigerato francescano; in alto, la piccola Madonna con il Bambino, san Francesco e gli angeli, attribuita al pittore fiammingo Teodoro d'Errico, del XVI secolo.

##### Presbiterio e abside
Nel presbiterio, l'antica balaustra in marmo, con bassorilievi raffiguranti lo stemma dell'Arciconfraternita, si apre, al centro, in una breve scalinata a ventaglio, come a voler accogliere e condurre i fedeli verso il cinquecentesco altare maggiore, di marmo intarsiato con disegni floreali. Sotto l'altare sono custodite alcune reliquie francescane.

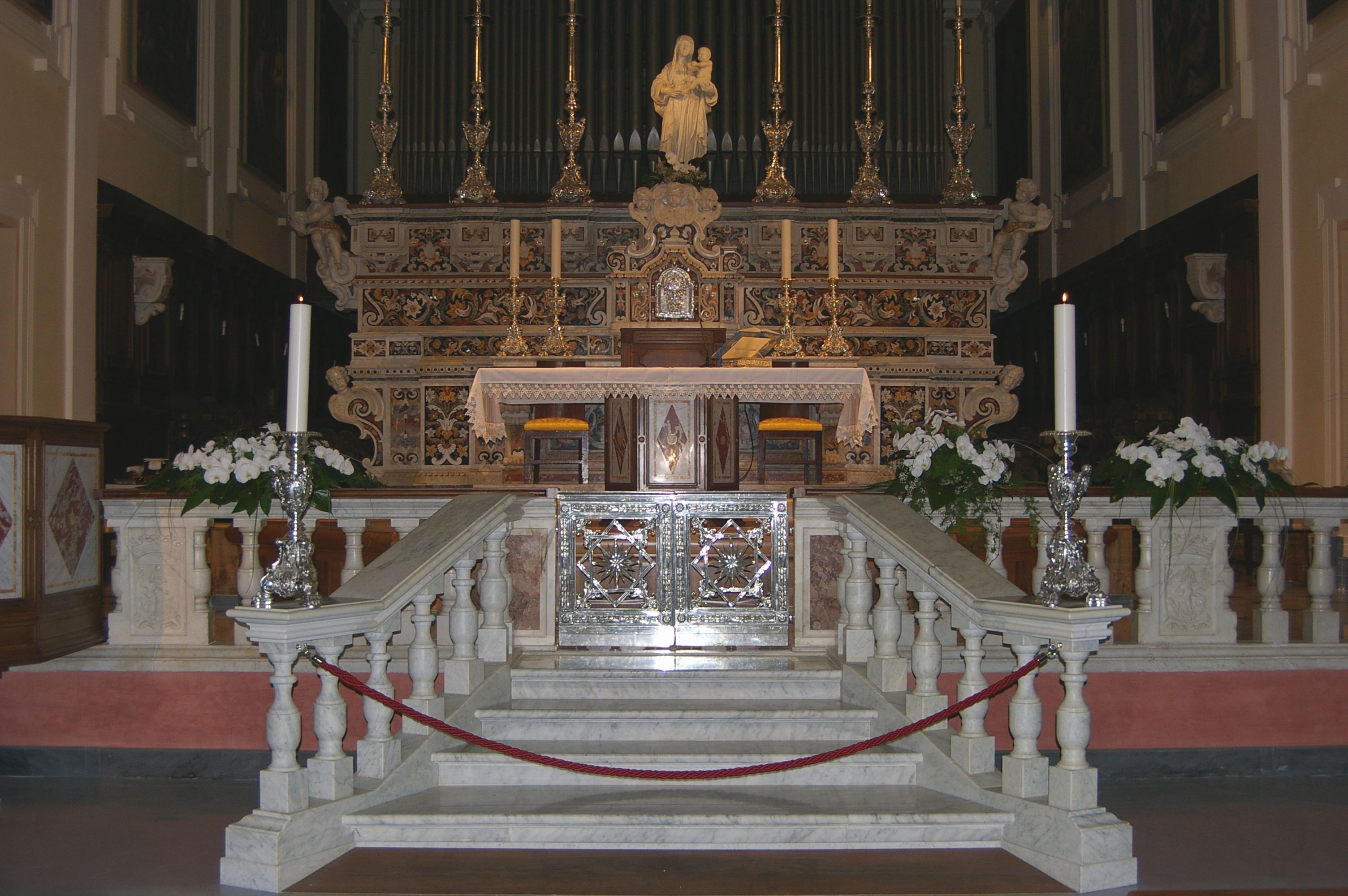
L'altare maggiore

Fanno da sfondo le grandi canne dell'organo Tamburini e due mezze lunette, raffiguranti l'arcangelo Gabriele e la Vergine Maria, dell'inizio del XVIII secolo. Completano la cornice dell'abside otto tele di ignoto della prima metà del XVII secolo: La tentazione di Gesù nel deserto, Cristo e la samaritana, Cristo e l'adultera, Cristo e san Giovanni Battista, Il battesimo di Gesù, La resurrezione di Lazzaro, La trasfigurazione, L'ingresso in Gerusalemme.
Alle spalle dell'altare maggiore c'è il coro diurno, realizzato nel 1534 del maestro Giovanni Marino Vitale, con 46 stalli in noce massello, intagliato con delicate testine d'angelo.
Sulla destra dell'altare maggiore c'è la grande cappella dell'Immacolata, con la restaurata statua in legno dell'Immacolata Concezione, opera del 1593 di G. Antonio Martino. Un grande affresco sulla volta raffigura il Santissimo Sacramento.
Sulla sinistra dell'altare maggiore, c'è l'altare di San Pasquale Baylon, su cui è collocata la statua lignea del santo. Ancora a sinistra, l'area dedicata alla confessione è dominata da un grande crocifisso ligneo del XVII secolo.
Una porta con architrave in pietra grigia con lo stemma della città di Cava conduce alla sacrestia.

##### Sacrestia
La sacrestia, che ha subito solo lievi danni nell'ultimo evento sismico, ha conservato pressoché intatti gli affreschi cinquecenteschi, in parte attribuiti a Belisario Corenzio (1560-1643).

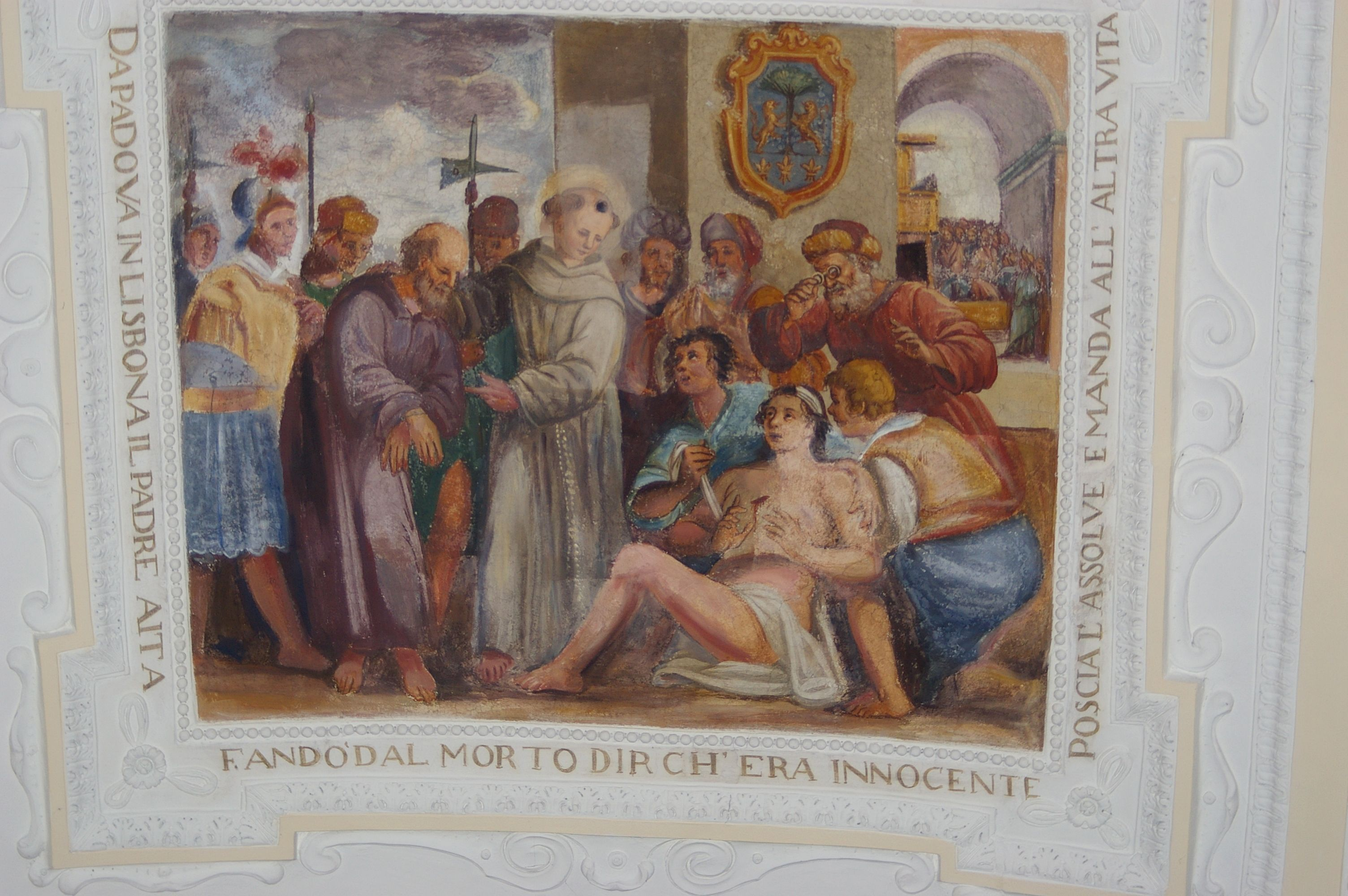
La sacrestia, affresco.

Nella volta a semibotte, gli affreschi nei riquadri e nelle lunette, delineati da elaborati stucchi e completati da iscrizioni esplicative, illustrano scene della vita e alcuni dei miracoli di sant'Antonio; nelle vele laterali sono raffigurati papi e personaggi di rilievo dell'Ordine francescano. Sulle pareti si susseguono le figure di san Francesco, sant'Antonio, san Bernardino da Siena, san Ludovico d'Angiò, santa Chiara e santa Elisabetta d'Ungheria; sopra la porta che accede al coro diurno, un grande riquadro sormontato dallo stemma di Cava presenta il Miracolo della mula.
In basso le pareti sono coperte da una spalliera con banconi e armadi, in massello di noce, di artista ignoto di fine Cinquecento, finemente intagliata: i rettangoli dei pannelli, sormontati da testine d'angelo, sono intercalati da colonnine semiscanalate, con capitelli corinzi.
Da una porta laterale della sacrestia, si accede alla antica sala del refettorio, che custodisce un grande dipinto su tela (cm 316x 397) di Giuseppe Guerra, allievo del Solimena, raffigurante L'Ultima Cena del Signore, opera datata 1718.

### Cripta
La spazio della cripta è raccolto e sobrio; il grigio del cemento armato della possente struttura delle fondazioni, lasciato a vista, è ingentilito e impreziosito dagli stucchi raffiguranti elementi ricchi di simbolismo escatologico. Anche il pavimento in cotto, realizzato a mosaico, ripercorre nei disegni delle minute tessere la storia della Salvezza.

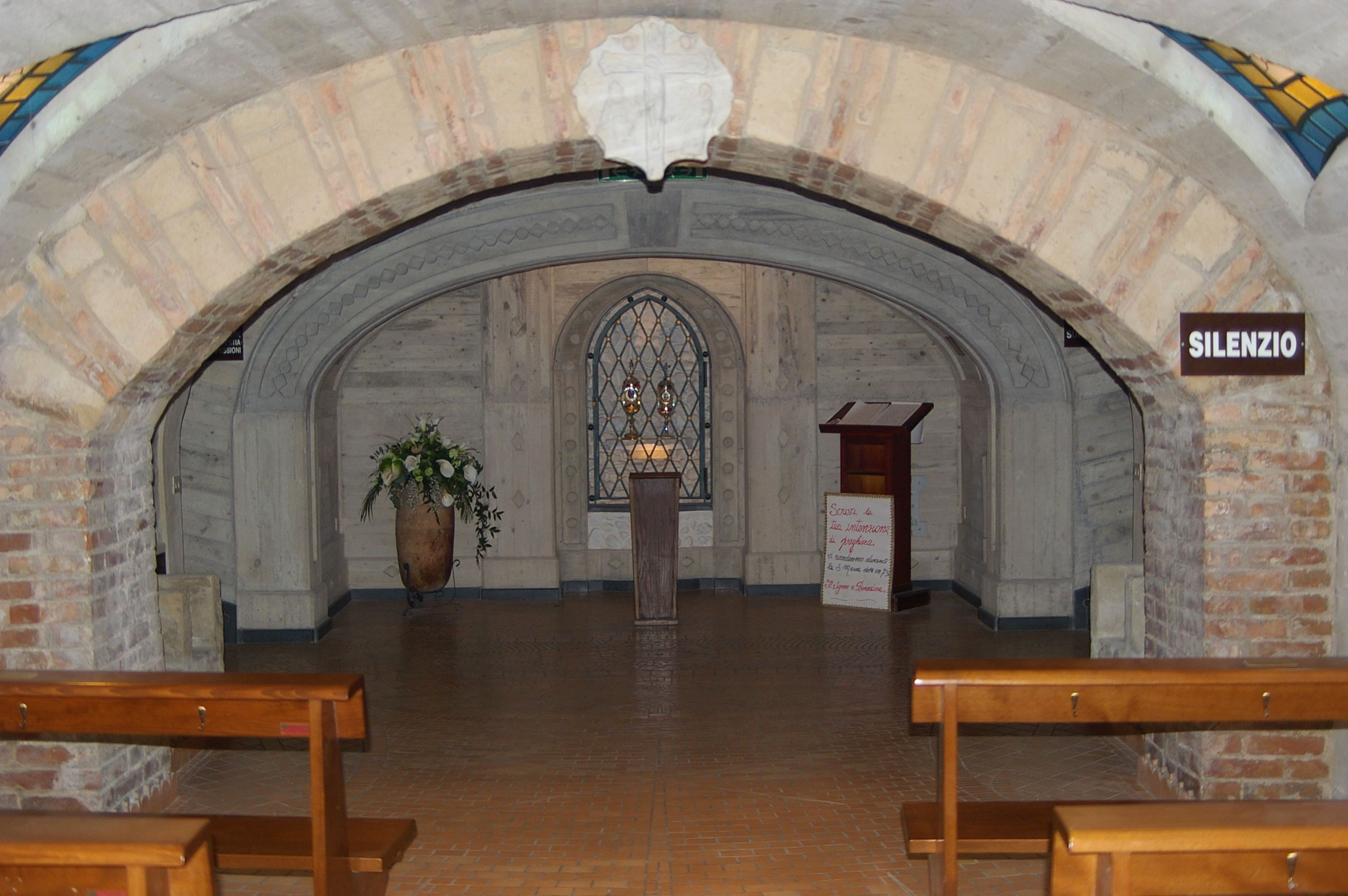
La cripta con le reliquie

Due scale conducono dalla chiesa superiore alla cripta: accedendo dalla Cappella dell'Immacolata, si giunge subito ad un piccolo ambiente, nel quale spicca a terra il mosaico del planisfero, che occupa l'intera superficie della sala. In una nicchia, la statua della Vergine Maria regina del mondo e la Piramide della vita; il basso soffitto è decorato al centro con il grande cerchio del Sole, e agli angoli con Saturno, una cometa, la Luna e una spirale di stelle.
La scala a sinistra dell'altare maggiore conduce alla Cappella dell'Adorazione: nella piccola sala si trova un sarcofago in marmo del I-II secolo, con bassorilievi di scene di caccia, originariamente (dal 1585) collocato nell'antica sacrestia, funge da altare per il tabernacolo del SS. Sacramento.

#### Le reliquie
Continuando la discesa, prosegue il percorso simbolico dei mosaici del pavimento; infine, i due accessi si ricongiungono nel cuore della cripta. Qui sono esposte le reliquie di san Francesco e sant'Antonio, portate con un solenne pellegrinaggio da Padova a Cava de' Tirreni il 17 febbraio 1996. Ogni 13 del mese il reliquiario di sant'Antonio viene portato nella chiesa superiore ed esposto alla venerazione dei fedeli.
Lungo la scala che scende ancora verso la chiesa inferiore, due nicchie accolgono i reliquiari di san Pasquale e dei dodici apostoli.

### Chiesa inferiore
Le nuove fondazioni ospitano la chiesa, inaugurata il 7 dicembre 2004 come Chiesa inferiore dell'Immacolata Concezione.
L'aspetto è moderno; anche qui, come nella cripta, il cemento è a vista; ma tutta la struttura e il sacro arredo della chiesa inferiore rimanda a profondi significati simbolici.
Il riferimento costante è al capitolo 21 dell'Apocalisse: così, le 12 massicce colonne quadruple, che sono il sostegno della chiesa superiore, ricordano il versetto 21,14: Le mura della città avevano dodici fondamenti, e su quelli stavano i dodici nomi di dodici apostoli dell'Agnello.
In ciascun gruppo di colonne è come incastonata una grande statua, in legno policromo: san Pietro, san Matteo, san Tommaso, san Bartolomeo, san Taddeo, san Simone, san Paolo, san Giovanni, sant'Andrea, san Giacomo maggiore, san Filippo, san Giacomo minore: i dodici apostoli, i primi seguaci di Gesù, sostegni della Chiesa universale.

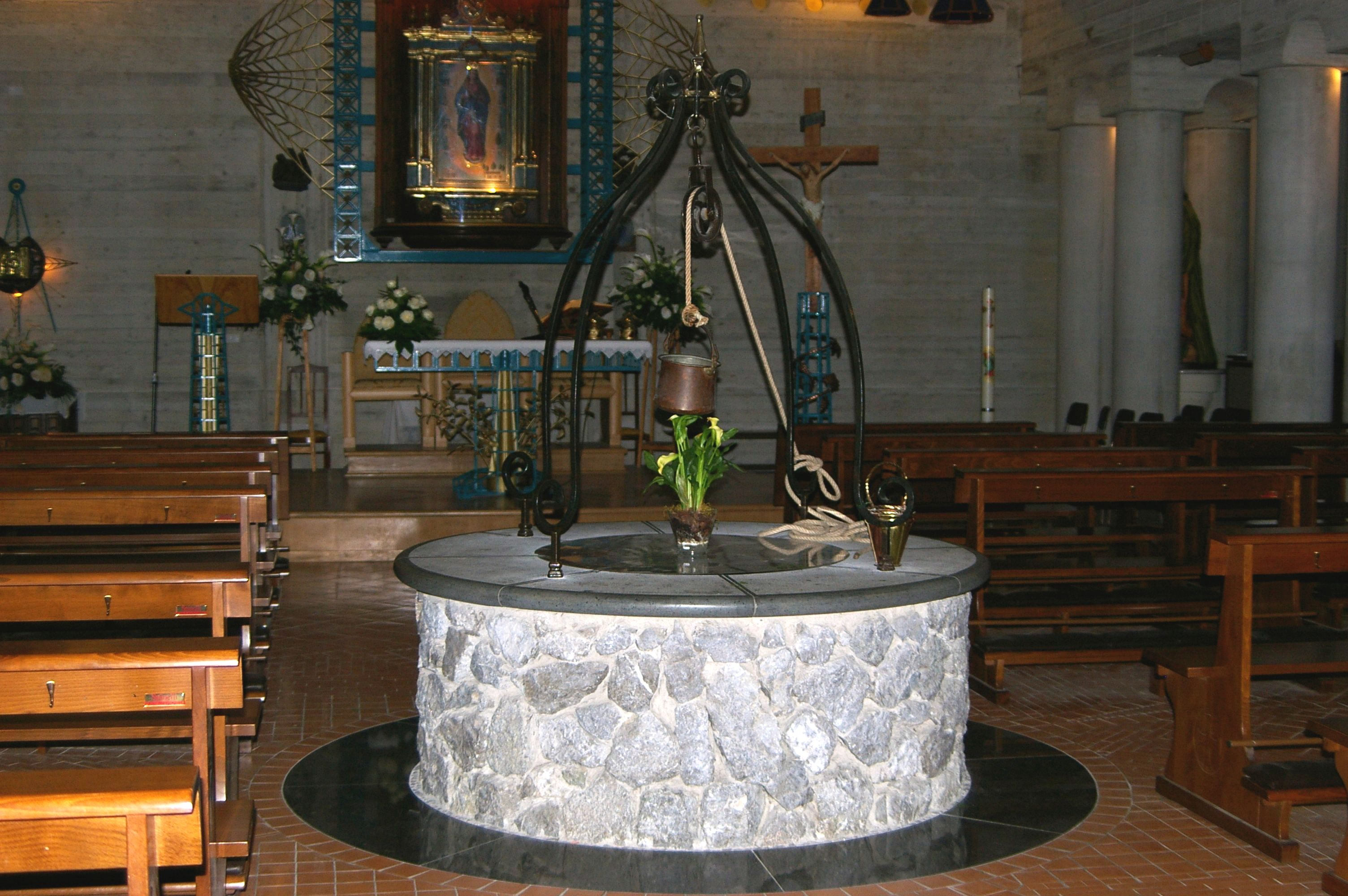
Chiesa inferiore, il pozzo

Al centro della navata, lì dove, durante i lavori di scavo, è stata rinvenuta una sorgente d'acqua, è stato costruito un pozzo, come in Apocalisse 21, 6: «Ogni cosa è compiuta. Io sono l'alfa e l'omega, il principio e la fine. A chi ha sete io darò gratuitamente della fonte dell'acqua della vita». Sui portali della chiesa inferiore si ritrovano l'Alfa e l'Omega, presenti anche nei mosaici del pavimento della cripta.

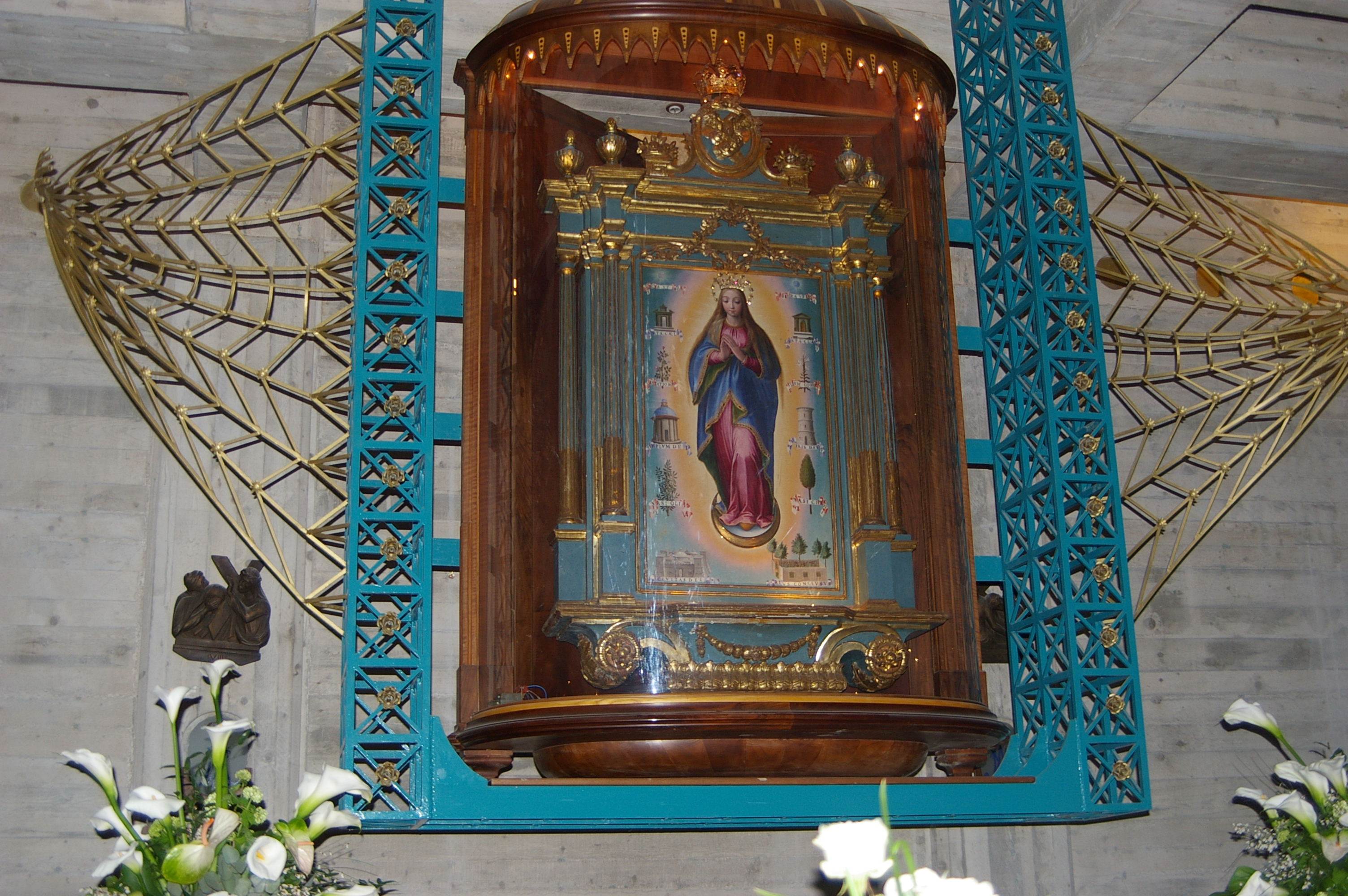
Chiesa inferiore, SS. Vergine Immacolata

La struttura che sovrasta l'altare, in ferro colorato, con una forma stilizzata aperta, come protesa verso un abbraccio, esprime l'amore universale di Dio verso tutti gli uomini, l'avvento della Gerusalemme celeste (Atti degli Apostoli, 21,1-4). Al centro, incorniciato dal ferro azzurro, è collocato il quadro della Vergine Immacolata. L'immagine, risalente al 1500, è stata portata in pellegrinaggio a Roma, il 21 aprile 2004, ed è stata benedetta ed incoronata dal papa Giovanni Paolo II; sul fondo della navata sinistra, un dipinto ottagonale ricorda questo avvenimento: vi è ritratto Giovanni Paolo II che benedice la corona dell'Immacolata portata a lui dai frati della comunità conventuale, tra cui il dantista padre Attilio Mellone, con l'arcivescovo monsignor Orazio Soricelli.
Nella zona attigua al presbiterio, trova posto un organo a canne donato dalla Provincia Serafica dell'Umbria.

## Biblioteca
La prima biblioteca del convento francescano di Cava de' Tirreni fu allestita intorno al 1544; il patrimonio librario si arricchì nel tempo, anche con opere di Tommaso d'Aquino, Bonaventura da Bagnoregio e Giovanni Duns Scoto.
In seguito alla legge di soppressione del 1866, molti volumi andarono dispersi; la biblioteca rimase in abbandono fino al 1970, quando il frate incaricato, padre Serafino Buondonno, riuscì a recuperare molti libri e a riordinare tutto il prezioso materiale, rendendolo fruibile al pubblico e agli studiosi.
Il terremoto del 1980 danneggiò i locali che ospitavano la biblioteca, risparmiando fortunatamente i libri, poi trasferiti e risistemati, nel 1983, in una vasta sala al piano terra del convento.

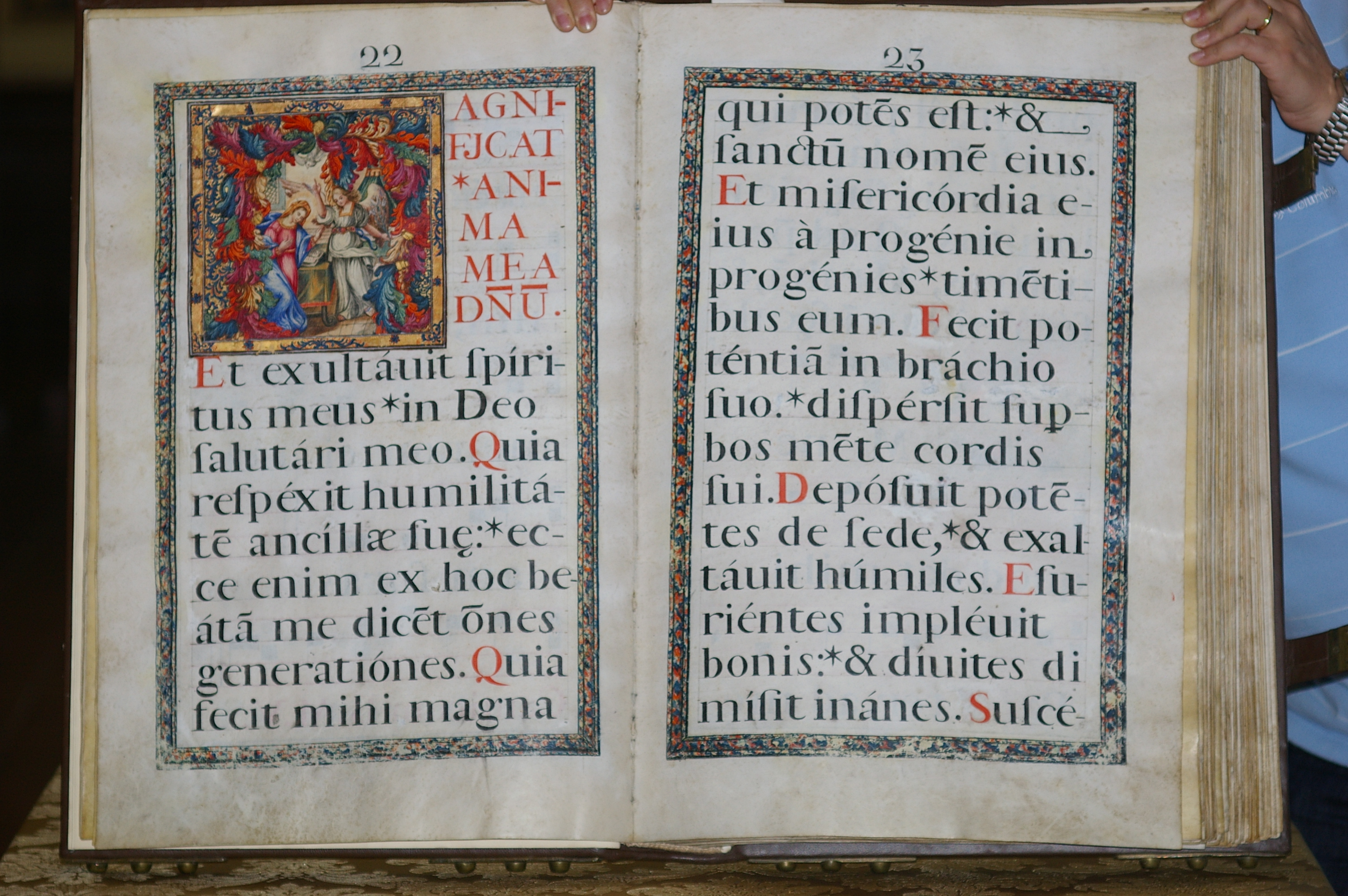
Biblioteca, libro corale

L'8 novembre 2010 è stata inaugurata la nuova sede della biblioteca, collocata nell'ala destra del matroneo della chiesa superiore; la sala è stata intitolata al beato Duns Scoto, filosofo e teologo francescano.
L'intero patrimonio della biblioteca consiste in circa ventimila opere: il nuovo allestimento espone le opere di maggior pregio storico e artistico. Le più antiche sono tre incunaboli datati 1495, 1500 e 1501; sono presenti anche trecento cinquecentine, edite da famose stamperie italiane, quali Manuzio e Zoppini di Venezia, ed estere, soprattutto di Parigi.
Tra le opere di particolare interesse storico, sono esposti due antichi dizionari italiano-cinese e italiano-arabo, e un Atlante Geografico, stampato a Napoli nel 1766, intitolato Mappa Mondo o vero carta generale del globo terrestre: in sei carte sono raffigurati i due emisferi, con al centro lo stemma dei Borboni, e i continenti, descritti come fino ad allora erano conosciuti ed esplorati: l'Europa, l'Asia, l'Africa, l'America meridionale e l'America settentrionale.
I libri corali sono ventidue, datati dal XVI al XIX secolo, e contengono testi e musica ad uso liturgico; venti di essi sono manoscritti su pergamena, con decori e lettere iniziali miniate, opera spesso degli stessi frati francescani.

## Convento
Il convento, dove risiedono i frati, è di recente costruzione. Infatti, il cinquecentesco edificio che ospitava l'antico convento, alla sinistra della chiesa, fu requisito ai francescani dallo Stato italiano, ai sensi della legge di soppressione degli ordini religiosi, del 7 luglio 1866.
Tra grandi difficoltà, i frati riuscirono ad evitare la chiusura della chiesa, e trovarono un alloggio provvisorio in poche stanze sopra la sacrestia. Tra il 1904 e il 1937, poco a poco, fu costruito l'attuale convento, completato infine nel 1966.
L'edificio, di forma quadrangolare, ha un ampio chiostro circondato su tre lati da un porticato. Dal chiostro si accede alle sale che ospitano il presepe monumentale.

### Presepe monumentale
I frati, seguendo l'esempio di san Francesco, hanno sempre tenuto viva la tradizione del presepe che, fino agli anni ottanta, veniva allestito lungo l'intera navata sinistra. Il sisma del 23 novembre 1980 provocò anche la distruzione di molti pastori del Settecento e dell'Ottocento, tra cui alcune pregevoli opere dello scultore Alfonso Balzico, che erano già stati collocati in chiesa, in vista dell'imminente Natale.
Nel corso degli anni seguenti, in un'ala del convento è stato realizzato un percorso presepiale permanente, esteso oggi per circa 1000 m2. Nelle sale si susseguono varie scenografie, dal presepe settecentesco napoletano, al presepe orientale; sono esposte preziose collezioni di pastori e animali di singolare bellezza, dal 1600 ad oggi, e le antiche grandi statue dei Re Magi, con i loro cavalli e i musici, opera del Balzico, recuperati fortunosamente tra le macerie.

## Attività

### Mensa dei poveri
Tra le attività caritative e sociali c'è la mensa dei poveri, che era attiva già nell'Ottocento; oggi i frati ed volontari continuano ad accogliere come un tempo i bisognosi nel refettorio.

### Casa del pellegrino
La chiesa è meta di molti pellegrinaggi, soprattutto per la presenza delle reliquie di sant'Antonio. Nel 2008 è stata inaugurata, adiacente alla chiesa superiore, la "Casa del pellegrino".

## Festività

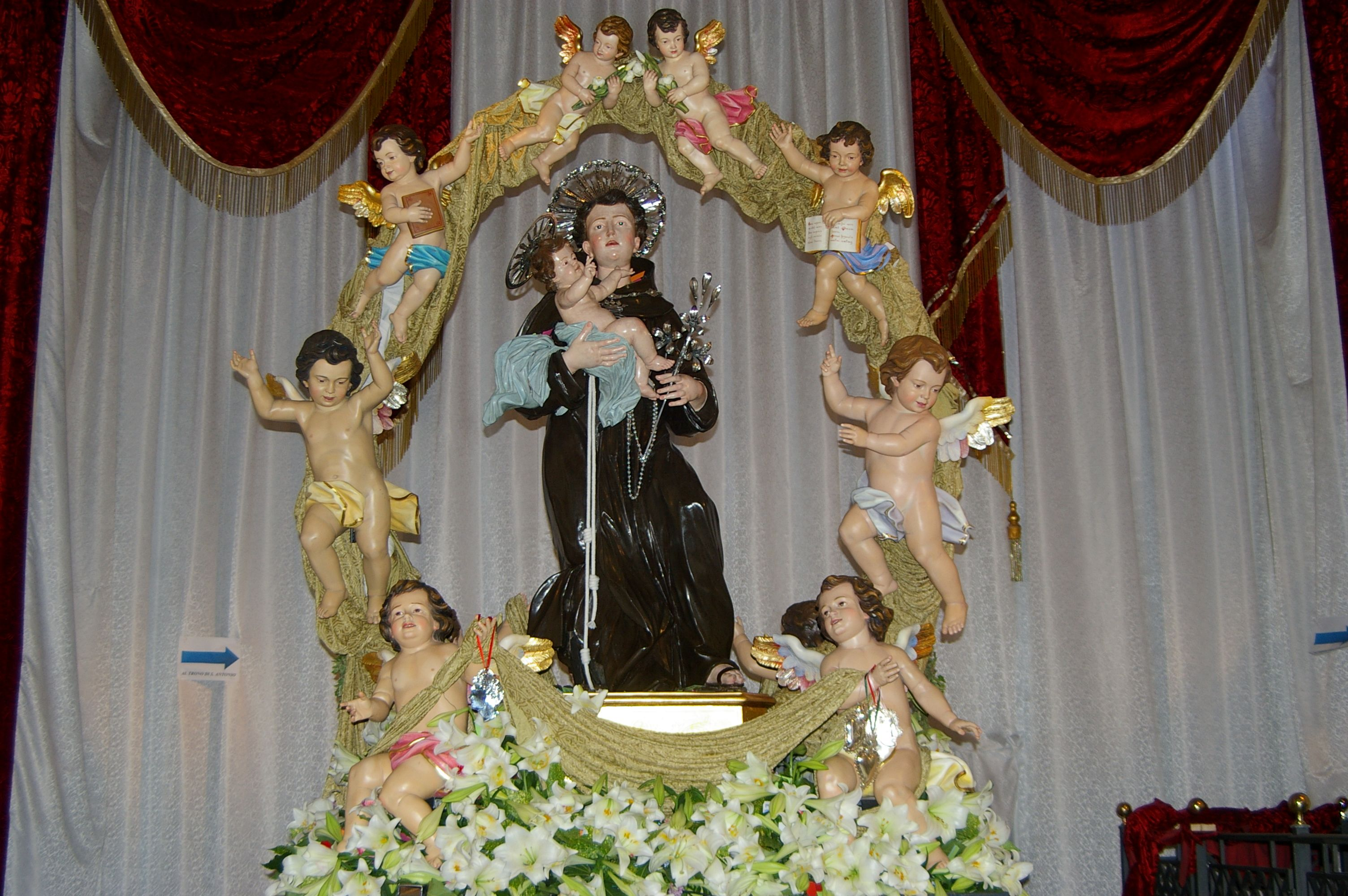
Sant'Antonio con gli angeli

Nel corso dell'anno nella chiesa francescana si celebrano solennemente diverse ricorrenze: in particolar modo, si festeggia sant'Antonio, il 13 giugno e il 17 e 18 febbraio (in ricordo dell'arrivo delle reliquie). Il 4 ottobre si festeggia san Francesco, l'8 dicembre l'Immacolata Concezione; il 30 aprile e 1º maggio si ricorda l'Incoronazione del quadro della Vergine.

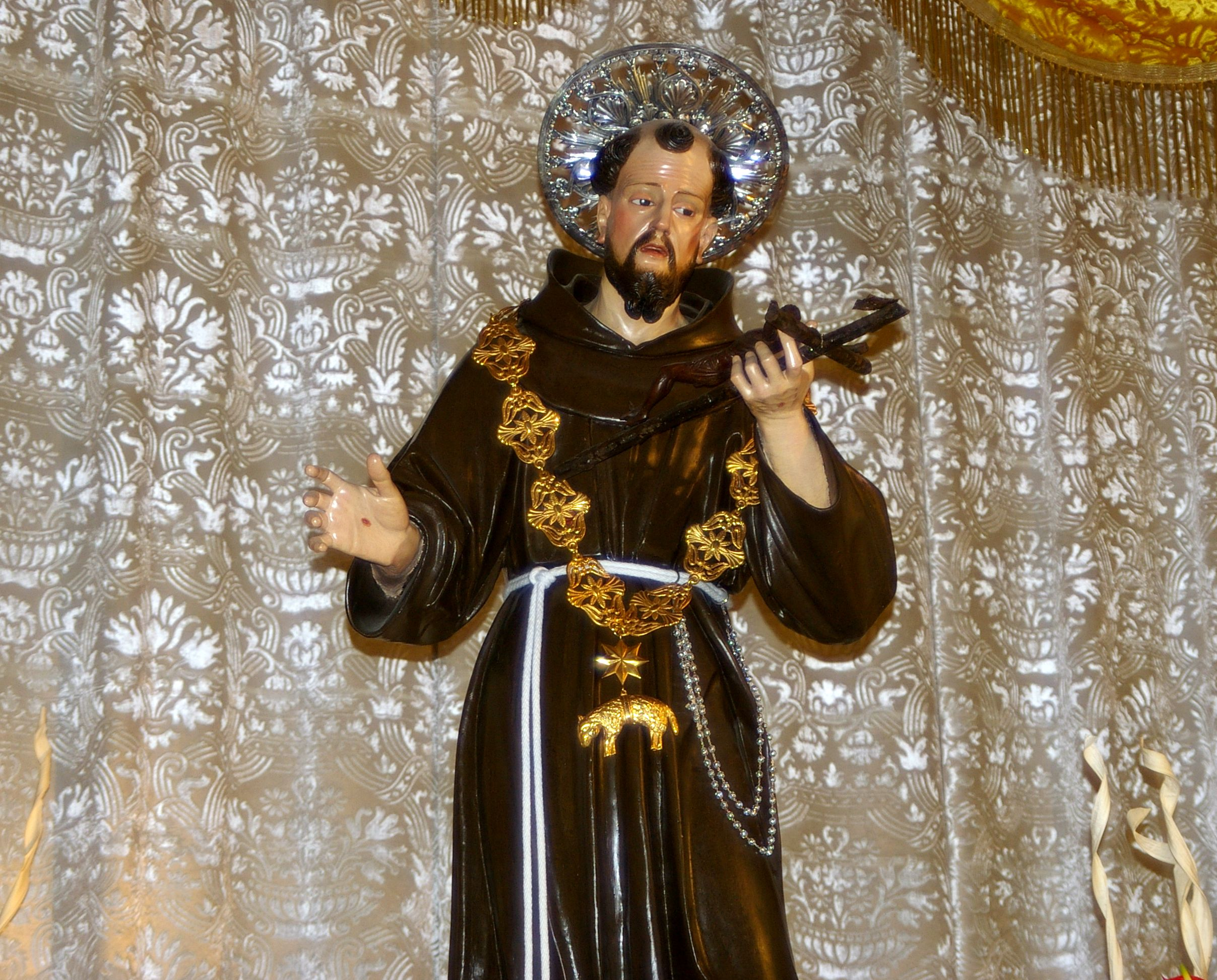
La statua di san Francesco con il collare del Toson d'oro

In occasione della festa del 13 giugno, l'antica statua di sant'Antonio è esposta sul trono processionale, circondata da dieci nuovi angeli di legno policromo; l'intera pesante struttura è poi portata in processione per le strade della città, sostenuta a spalla da due squadre costituite da membri dell'Associazione dei portatori.
Durante le celebrazioni di ottobre in onore di san Francesco, viene ricordato un antico privilegio risalente, secondo la tradizione, al Settecento: il conferimento del Toson d'oro. Dal 2008, ogni anno si rinnova il rito della imposizione dell'onorificenza: la statua cinquecentesca del santo è vestita con il collare d'oro dell'ordine cavalleresco.

## Galleria d'immagini

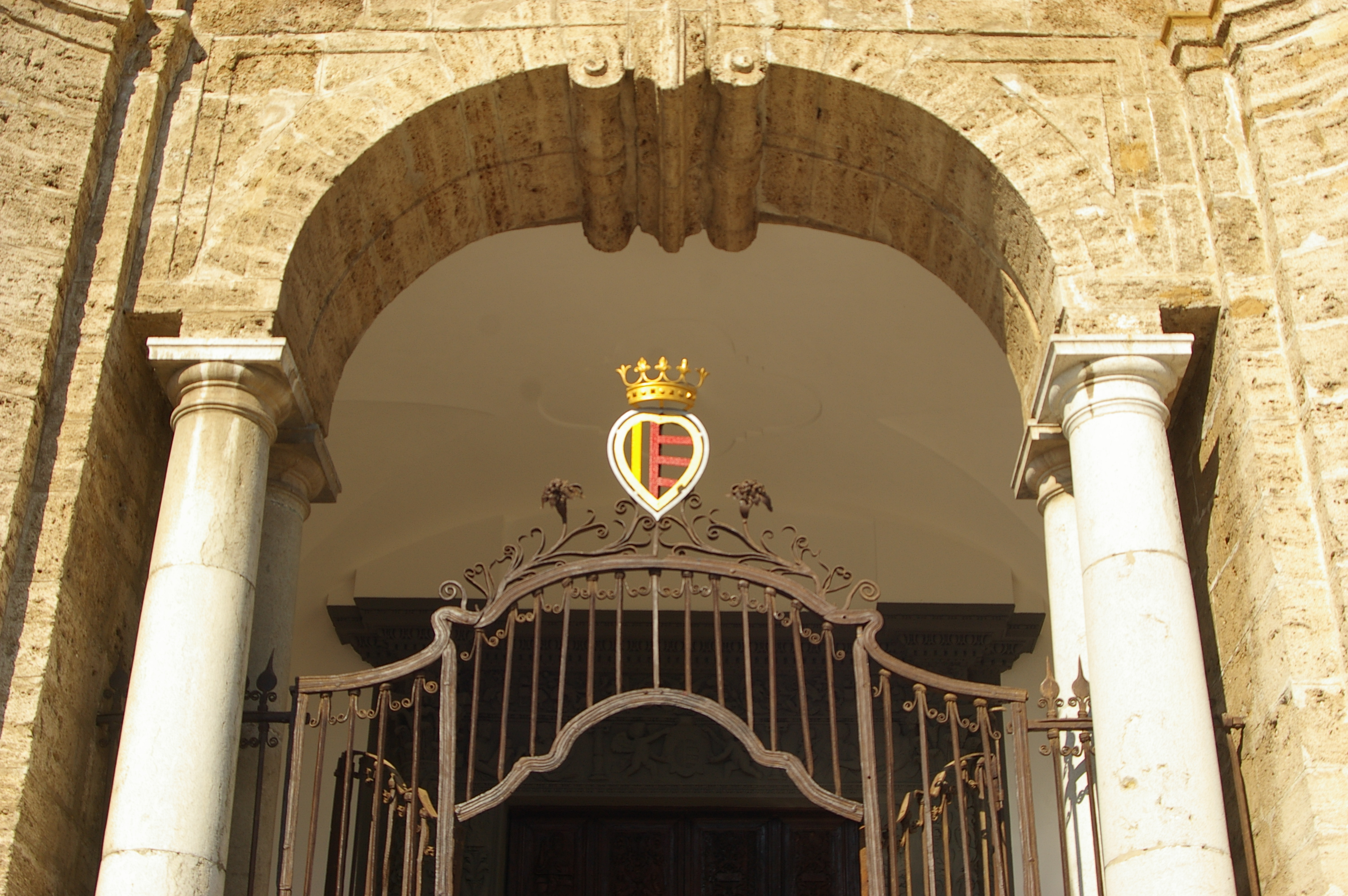
Ingresso, arco centrale
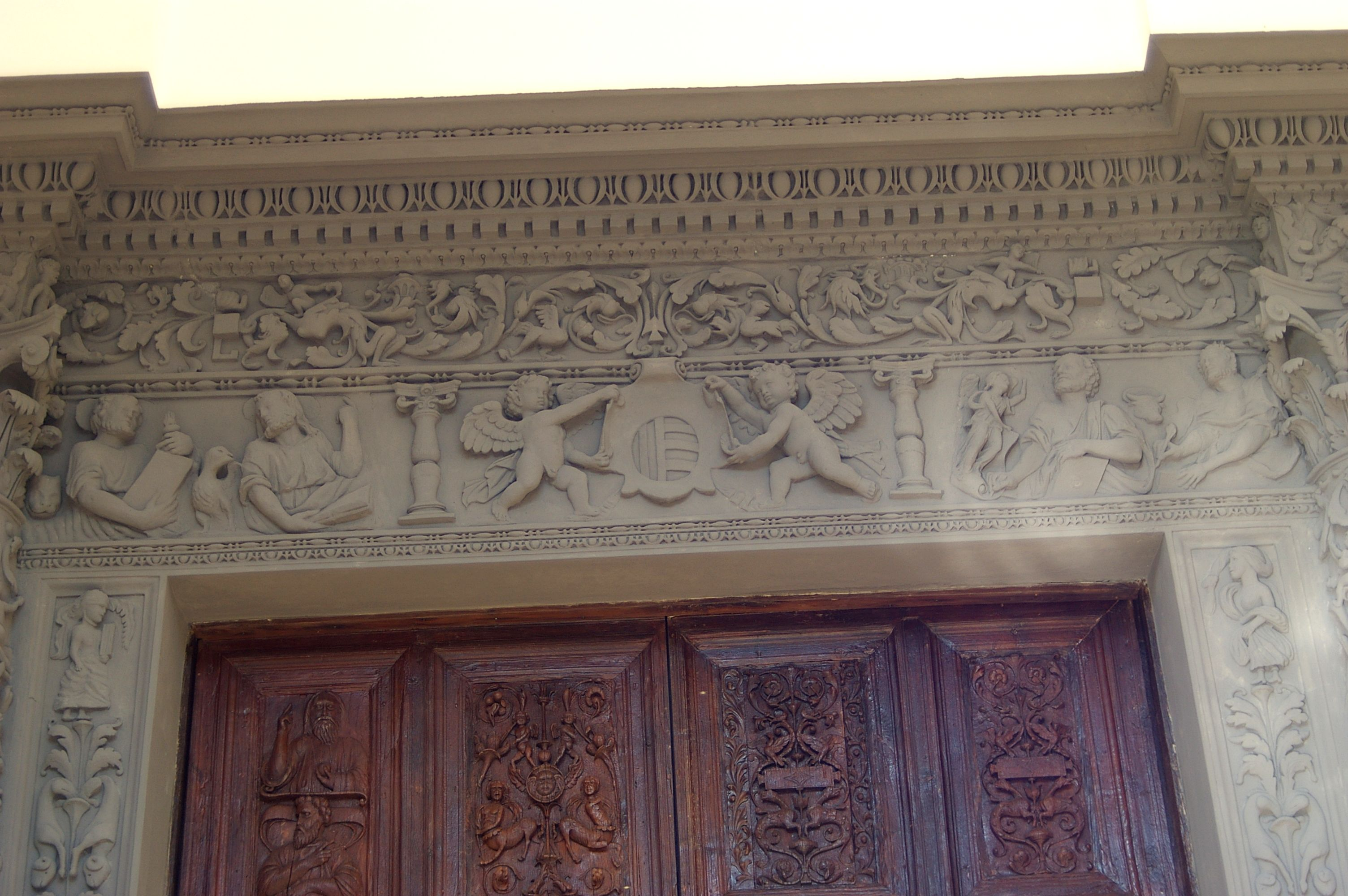
Il portale, particolare
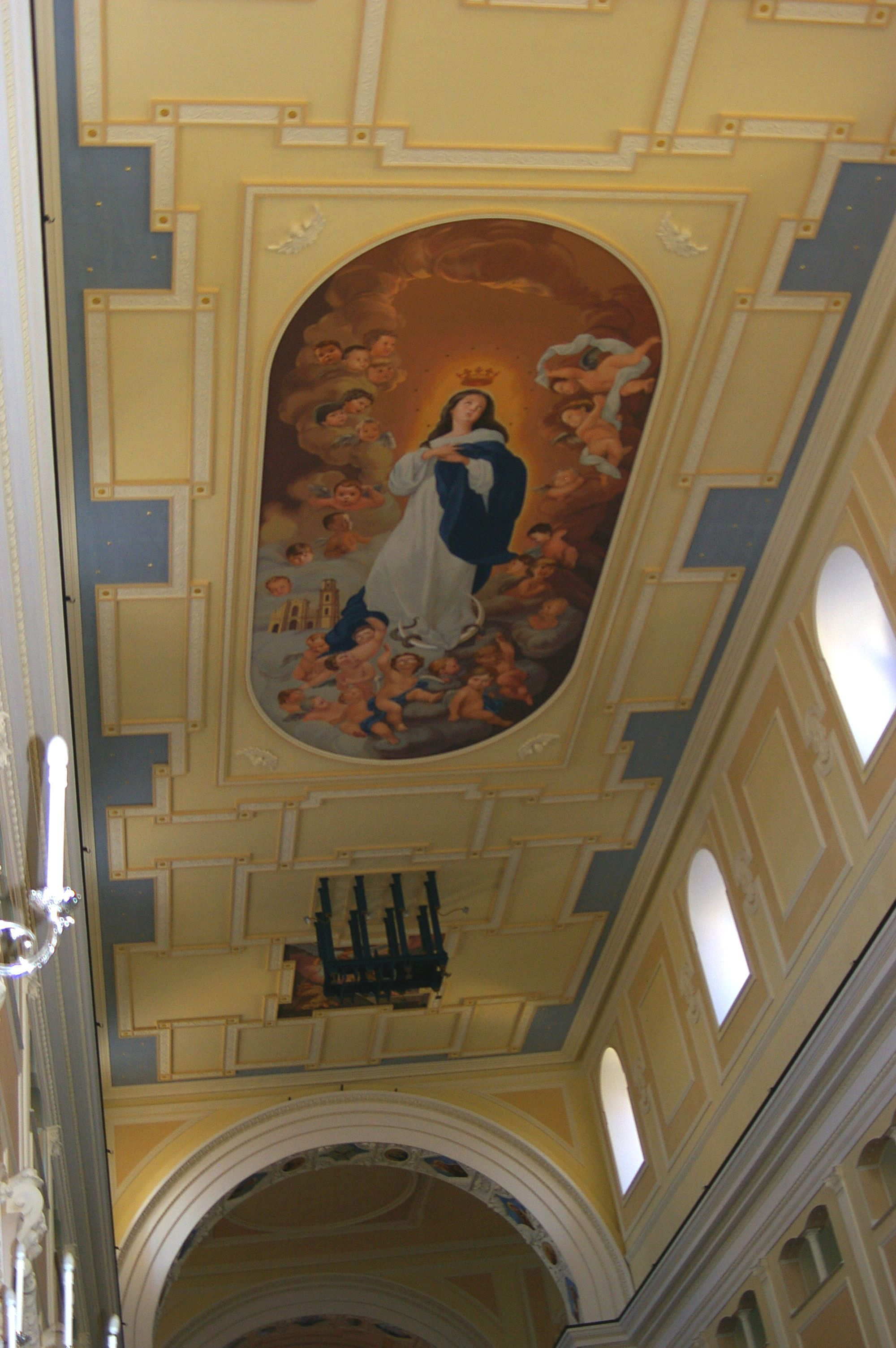
Chiesa superiore, navata centrale, affresco
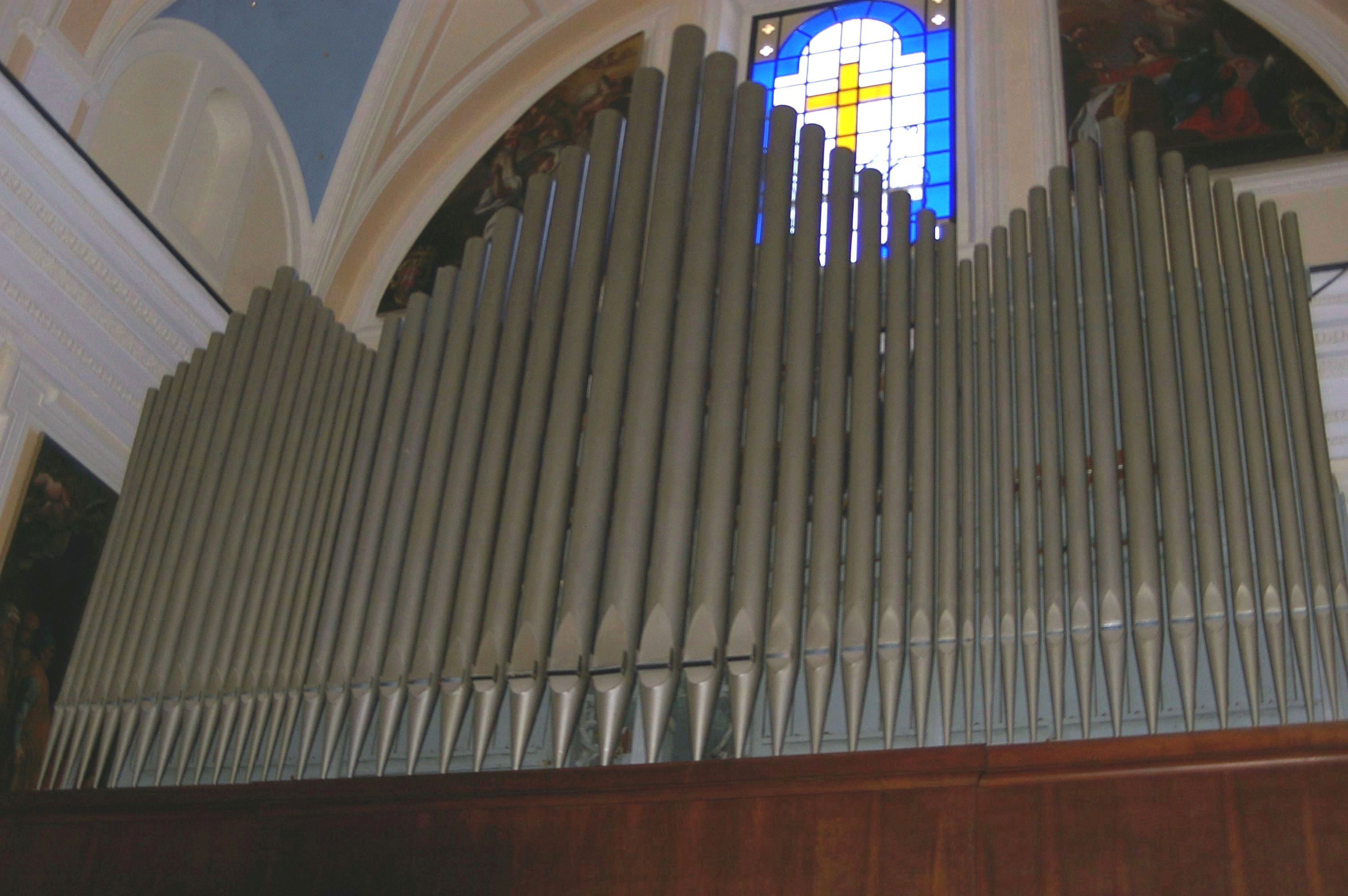
Chiesa superiore, organo Tamburini
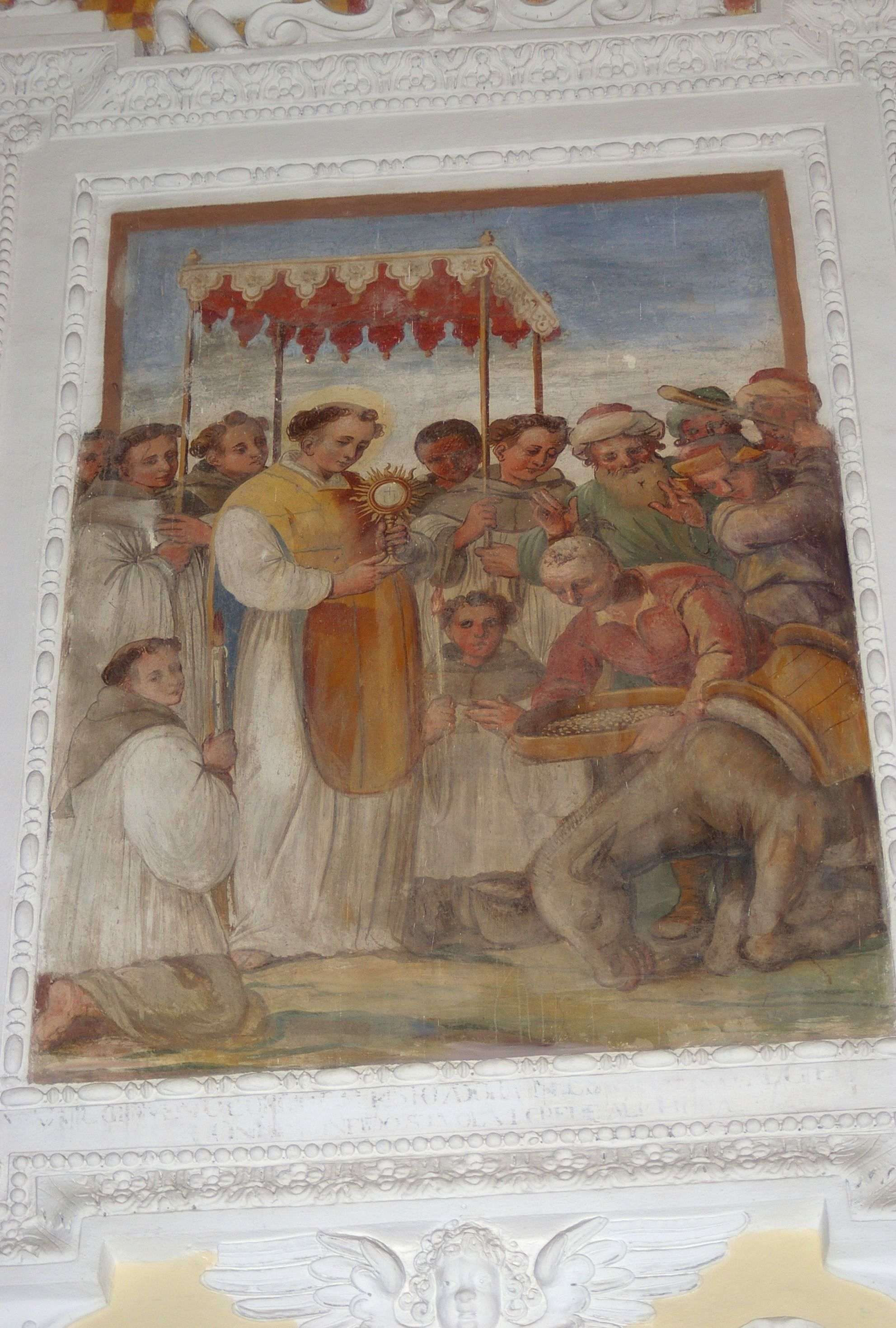
Sacrestia, affresco: Il miracolo della mula
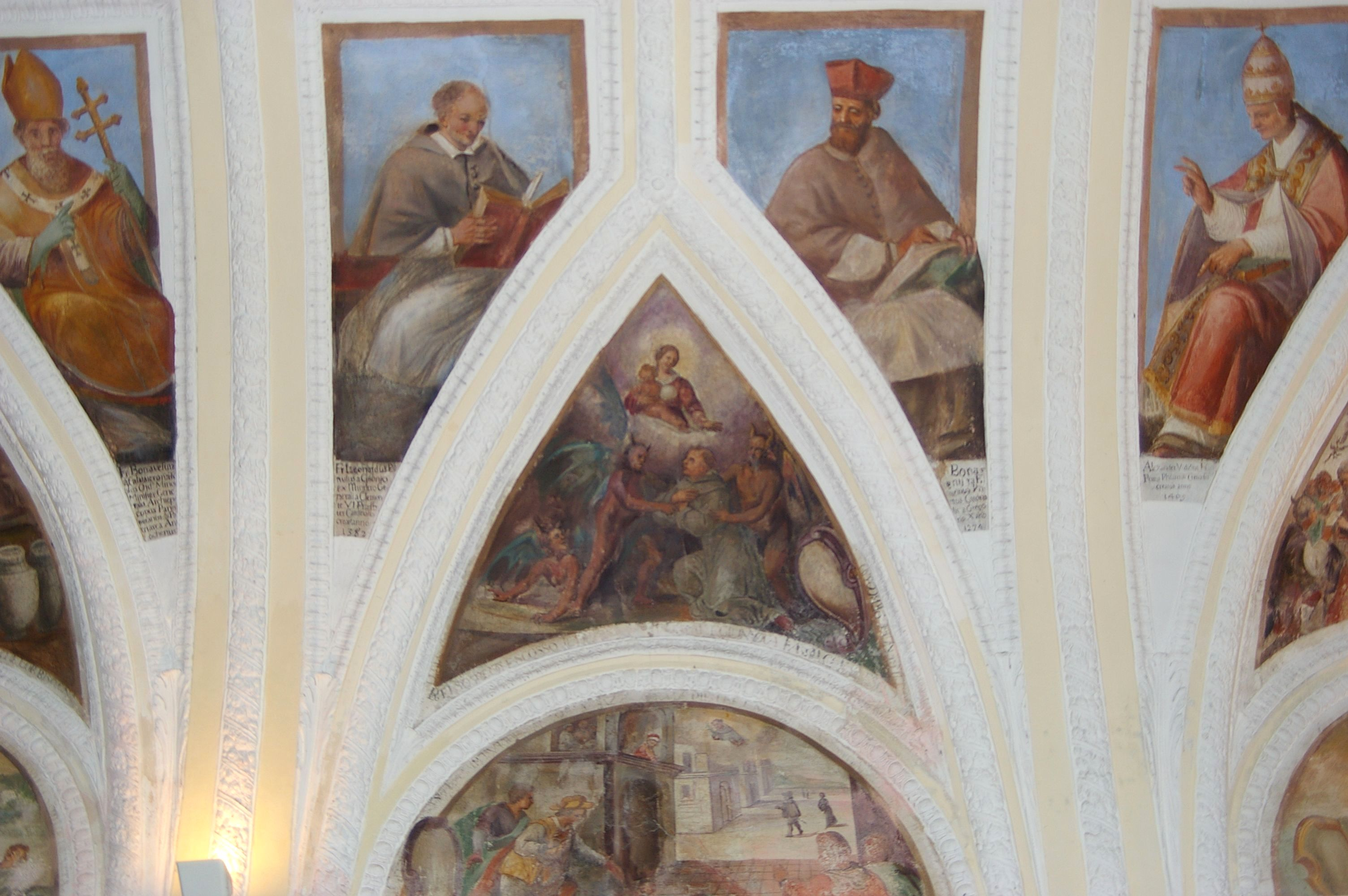
Sacrestia, affresco
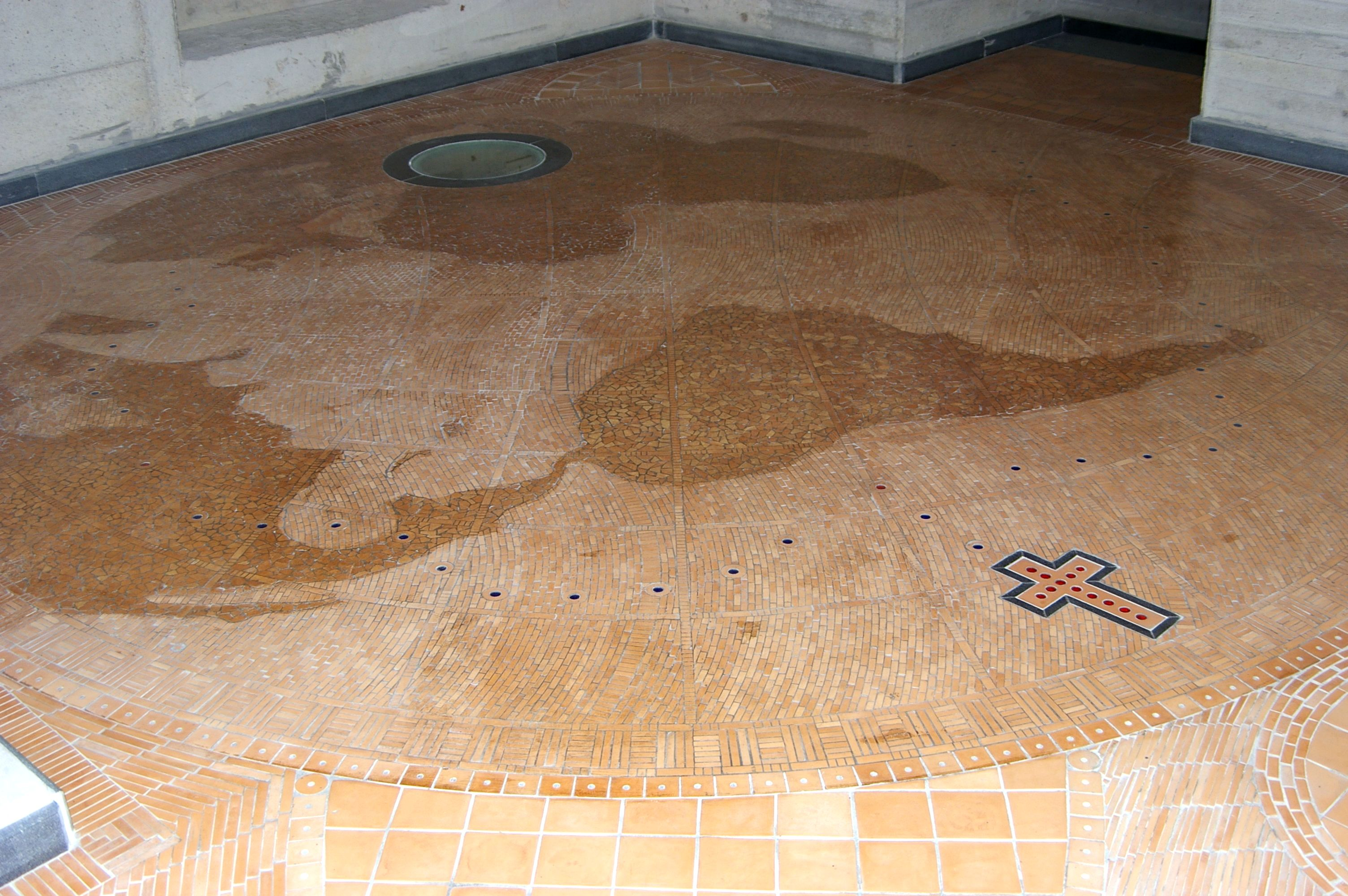
Cripta, mosaico: Planisfero
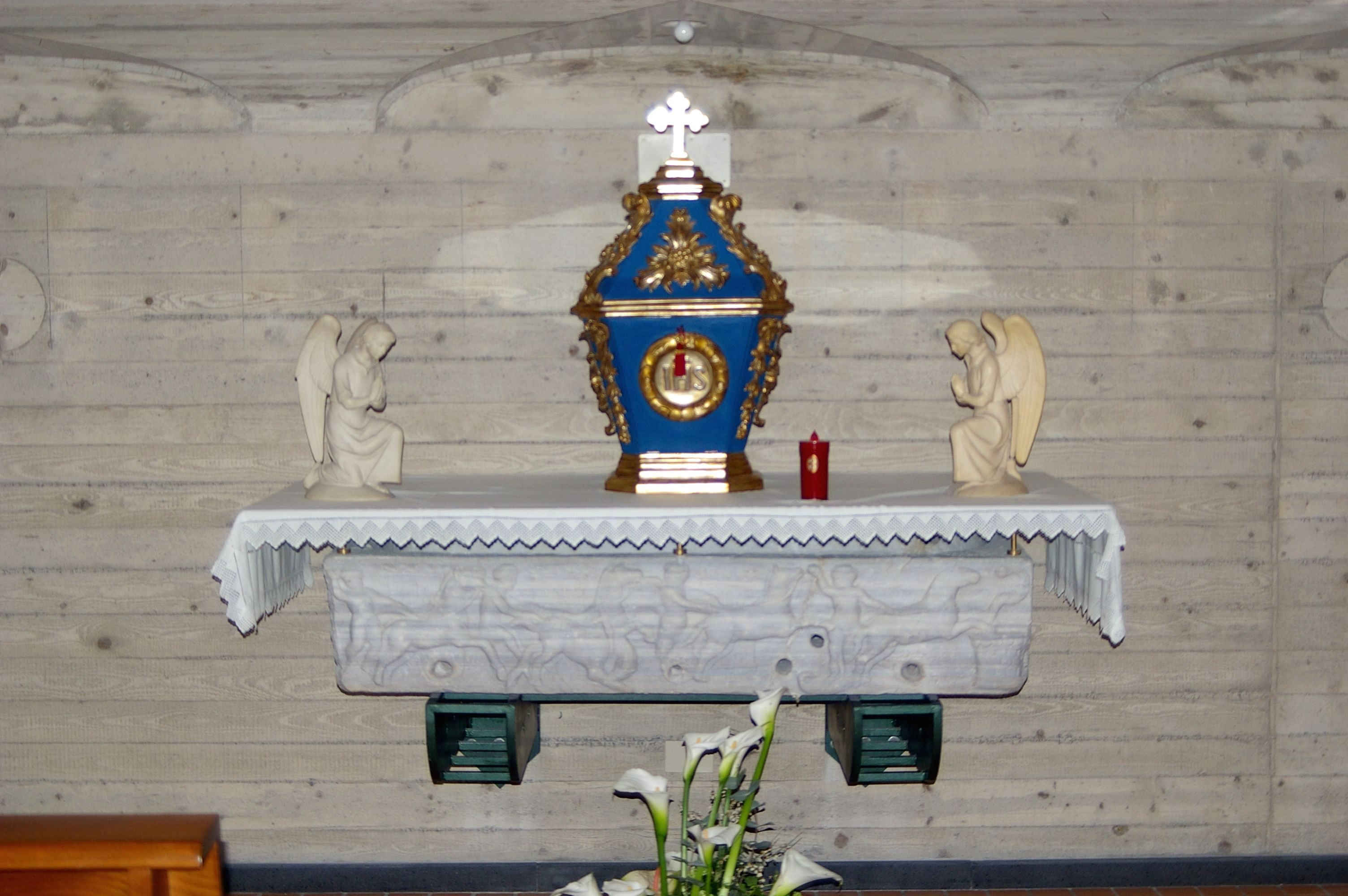
Cripta, cappella dell'Adorazione